# Пешечный прорыв
|   | a | b | c | d | e | f | g | h |   |
| - | --- | --- | --- | --- | --- | --- | --- | --- | - |
| 8 | g7 чёрная пешка · g6 белая пешка · h5 белая пешка · a3 чёрный король · a2 чёрная пешка · a1 белый король | g7 чёрная пешка · g6 белая пешка · h5 белая пешка · a3 чёрный король · a2 чёрная пешка · a1 белый король | g7 чёрная пешка · g6 белая пешка · h5 белая пешка · a3 чёрный король · a2 чёрная пешка · a1 белый король | g7 чёрная пешка · g6 белая пешка · h5 белая пешка · a3 чёрный король · a2 чёрная пешка · a1 белый король | g7 чёрная пешка · g6 белая пешка · h5 белая пешка · a3 чёрный король · a2 чёрная пешка · a1 белый король | g7 чёрная пешка · g6 белая пешка · h5 белая пешка · a3 чёрный король · a2 чёрная пешка · a1 белый король | g7 чёрная пешка · g6 белая пешка · h5 белая пешка · a3 чёрный король · a2 чёрная пешка · a1 белый король | g7 чёрная пешка · g6 белая пешка · h5 белая пешка · a3 чёрный король · a2 чёрная пешка · a1 белый король | 8 |
| 7 | g7 чёрная пешка · g6 белая пешка · h5 белая пешка · a3 чёрный король · a2 чёрная пешка · a1 белый король | g7 чёрная пешка · g6 белая пешка · h5 белая пешка · a3 чёрный король · a2 чёрная пешка · a1 белый король | g7 чёрная пешка · g6 белая пешка · h5 белая пешка · a3 чёрный король · a2 чёрная пешка · a1 белый король | g7 чёрная пешка · g6 белая пешка · h5 белая пешка · a3 чёрный король · a2 чёрная пешка · a1 белый король | g7 чёрная пешка · g6 белая пешка · h5 белая пешка · a3 чёрный король · a2 чёрная пешка · a1 белый король | g7 чёрная пешка · g6 белая пешка · h5 белая пешка · a3 чёрный король · a2 чёрная пешка · a1 белый король | g7 чёрная пешка · g6 белая пешка · h5 белая пешка · a3 чёрный король · a2 чёрная пешка · a1 белый король | g7 чёрная пешка · g6 белая пешка · h5 белая пешка · a3 чёрный король · a2 чёрная пешка · a1 белый король | 7 |
| 6 | g7 чёрная пешка · g6 белая пешка · h5 белая пешка · a3 чёрный король · a2 чёрная пешка · a1 белый король | g7 чёрная пешка · g6 белая пешка · h5 белая пешка · a3 чёрный король · a2 чёрная пешка · a1 белый король | g7 чёрная пешка · g6 белая пешка · h5 белая пешка · a3 чёрный король · a2 чёрная пешка · a1 белый король | g7 чёрная пешка · g6 белая пешка · h5 белая пешка · a3 чёрный король · a2 чёрная пешка · a1 белый король | g7 чёрная пешка · g6 белая пешка · h5 белая пешка · a3 чёрный король · a2 чёрная пешка · a1 белый король | g7 чёрная пешка · g6 белая пешка · h5 белая пешка · a3 чёрный король · a2 чёрная пешка · a1 белый король | g7 чёрная пешка · g6 белая пешка · h5 белая пешка · a3 чёрный король · a2 чёрная пешка · a1 белый король | g7 чёрная пешка · g6 белая пешка · h5 белая пешка · a3 чёрный король · a2 чёрная пешка · a1 белый король | 6 |
| 5 | g7 чёрная пешка · g6 белая пешка · h5 белая пешка · a3 чёрный король · a2 чёрная пешка · a1 белый король | g7 чёрная пешка · g6 белая пешка · h5 белая пешка · a3 чёрный король · a2 чёрная пешка · a1 белый король | g7 чёрная пешка · g6 белая пешка · h5 белая пешка · a3 чёрный король · a2 чёрная пешка · a1 белый король | g7 чёрная пешка · g6 белая пешка · h5 белая пешка · a3 чёрный король · a2 чёрная пешка · a1 белый король | g7 чёрная пешка · g6 белая пешка · h5 белая пешка · a3 чёрный король · a2 чёрная пешка · a1 белый король | g7 чёрная пешка · g6 белая пешка · h5 белая пешка · a3 чёрный король · a2 чёрная пешка · a1 белый король | g7 чёрная пешка · g6 белая пешка · h5 белая пешка · a3 чёрный король · a2 чёрная пешка · a1 белый король | g7 чёрная пешка · g6 белая пешка · h5 белая пешка · a3 чёрный король · a2 чёрная пешка · a1 белый король | 5 |
| 4 | g7 чёрная пешка · g6 белая пешка · h5 белая пешка · a3 чёрный король · a2 чёрная пешка · a1 белый король | g7 чёрная пешка · g6 белая пешка · h5 белая пешка · a3 чёрный король · a2 чёрная пешка · a1 белый король | g7 чёрная пешка · g6 белая пешка · h5 белая пешка · a3 чёрный король · a2 чёрная пешка · a1 белый король | g7 чёрная пешка · g6 белая пешка · h5 белая пешка · a3 чёрный король · a2 чёрная пешка · a1 белый король | g7 чёрная пешка · g6 белая пешка · h5 белая пешка · a3 чёрный король · a2 чёрная пешка · a1 белый король | g7 чёрная пешка · g6 белая пешка · h5 белая пешка · a3 чёрный король · a2 чёрная пешка · a1 белый король | g7 чёрная пешка · g6 белая пешка · h5 белая пешка · a3 чёрный король · a2 чёрная пешка · a1 белый король | g7 чёрная пешка · g6 белая пешка · h5 белая пешка · a3 чёрный король · a2 чёрная пешка · a1 белый король | 4 |
| 3 | g7 чёрная пешка · g6 белая пешка · h5 белая пешка · a3 чёрный король · a2 чёрная пешка · a1 белый король | g7 чёрная пешка · g6 белая пешка · h5 белая пешка · a3 чёрный король · a2 чёрная пешка · a1 белый король | g7 чёрная пешка · g6 белая пешка · h5 белая пешка · a3 чёрный король · a2 чёрная пешка · a1 белый король | g7 чёрная пешка · g6 белая пешка · h5 белая пешка · a3 чёрный король · a2 чёрная пешка · a1 белый король | g7 чёрная пешка · g6 белая пешка · h5 белая пешка · a3 чёрный король · a2 чёрная пешка · a1 белый король | g7 чёрная пешка · g6 белая пешка · h5 белая пешка · a3 чёрный король · a2 чёрная пешка · a1 белый король | g7 чёрная пешка · g6 белая пешка · h5 белая пешка · a3 чёрный король · a2 чёрная пешка · a1 белый король | g7 чёрная пешка · g6 белая пешка · h5 белая пешка · a3 чёрный король · a2 чёрная пешка · a1 белый король | 3 |
| 2 | g7 чёрная пешка · g6 белая пешка · h5 белая пешка · a3 чёрный король · a2 чёрная пешка · a1 белый король | g7 чёрная пешка · g6 белая пешка · h5 белая пешка · a3 чёрный король · a2 чёрная пешка · a1 белый король | g7 чёрная пешка · g6 белая пешка · h5 белая пешка · a3 чёрный король · a2 чёрная пешка · a1 белый король | g7 чёрная пешка · g6 белая пешка · h5 белая пешка · a3 чёрный король · a2 чёрная пешка · a1 белый король | g7 чёрная пешка · g6 белая пешка · h5 белая пешка · a3 чёрный король · a2 чёрная пешка · a1 белый король | g7 чёрная пешка · g6 белая пешка · h5 белая пешка · a3 чёрный король · a2 чёрная пешка · a1 белый король | g7 чёрная пешка · g6 белая пешка · h5 белая пешка · a3 чёрный король · a2 чёрная пешка · a1 белый король | g7 чёрная пешка · g6 белая пешка · h5 белая пешка · a3 чёрный король · a2 чёрная пешка · a1 белый король | 2 |
| 1 | g7 чёрная пешка · g6 белая пешка · h5 белая пешка · a3 чёрный король · a2 чёрная пешка · a1 белый король | g7 чёрная пешка · g6 белая пешка · h5 белая пешка · a3 чёрный король · a2 чёрная пешка · a1 белый король | g7 чёрная пешка · g6 белая пешка · h5 белая пешка · a3 чёрный король · a2 чёрная пешка · a1 белый король | g7 чёрная пешка · g6 белая пешка · h5 белая пешка · a3 чёрный король · a2 чёрная пешка · a1 белый король | g7 чёрная пешка · g6 белая пешка · h5 белая пешка · a3 чёрный король · a2 чёрная пешка · a1 белый король | g7 чёрная пешка · g6 белая пешка · h5 белая пешка · a3 чёрный король · a2 чёрная пешка · a1 белый король | g7 чёрная пешка · g6 белая пешка · h5 белая пешка · a3 чёрный король · a2 чёрная пешка · a1 белый король | g7 чёрная пешка · g6 белая пешка · h5 белая пешка · a3 чёрный король · a2 чёрная пешка · a1 белый король | 1 |
|   | a | b | c | d | e | f | g | h |   |

Пешечный прорыв — в шахматах, тактический эндшпильный прием, применяемый для образования проходной пешки.

## Применение и значение в игре

### В практической игре
В эндшпиле роль проходной пешки существенно возрастает, поэтому опасность пешечных прорывов для защищающейся стороны известна. Практика подтверждает существование большого класса пешечных структур, допускающих реализацию идей пешечного прорыва. Ниже приведены некоторые типичные конфигурации, в которых пешечный прорыв приводит к образованию проходной:
|   | a                                                                                      | b                                                                                      | c                                                                                      | d                                                                                      | e                                                                                      | f                                                                                      | g                                                                                      | h                                                                                      |   |
| - | -------------------------------------------------------------------------------------- | -------------------------------------------------------------------------------------- | -------------------------------------------------------------------------------------- | -------------------------------------------------------------------------------------- | -------------------------------------------------------------------------------------- | -------------------------------------------------------------------------------------- | -------------------------------------------------------------------------------------- | -------------------------------------------------------------------------------------- | - |
| 8 | a7 чёрная пешка · a6 белая пешка · b5 белая пешка · a2 чёрный король · c2 белый король | a7 чёрная пешка · a6 белая пешка · b5 белая пешка · a2 чёрный король · c2 белый король | a7 чёрная пешка · a6 белая пешка · b5 белая пешка · a2 чёрный король · c2 белый король | a7 чёрная пешка · a6 белая пешка · b5 белая пешка · a2 чёрный король · c2 белый король | a7 чёрная пешка · a6 белая пешка · b5 белая пешка · a2 чёрный король · c2 белый король | a7 чёрная пешка · a6 белая пешка · b5 белая пешка · a2 чёрный король · c2 белый король | a7 чёрная пешка · a6 белая пешка · b5 белая пешка · a2 чёрный король · c2 белый король | a7 чёрная пешка · a6 белая пешка · b5 белая пешка · a2 чёрный король · c2 белый король | 8 |
| 7 | a7 чёрная пешка · a6 белая пешка · b5 белая пешка · a2 чёрный король · c2 белый король | a7 чёрная пешка · a6 белая пешка · b5 белая пешка · a2 чёрный король · c2 белый король | a7 чёрная пешка · a6 белая пешка · b5 белая пешка · a2 чёрный король · c2 белый король | a7 чёрная пешка · a6 белая пешка · b5 белая пешка · a2 чёрный король · c2 белый король | a7 чёрная пешка · a6 белая пешка · b5 белая пешка · a2 чёрный король · c2 белый король | a7 чёрная пешка · a6 белая пешка · b5 белая пешка · a2 чёрный король · c2 белый король | a7 чёрная пешка · a6 белая пешка · b5 белая пешка · a2 чёрный король · c2 белый король | a7 чёрная пешка · a6 белая пешка · b5 белая пешка · a2 чёрный король · c2 белый король | 7 |
| 6 | a7 чёрная пешка · a6 белая пешка · b5 белая пешка · a2 чёрный король · c2 белый король | a7 чёрная пешка · a6 белая пешка · b5 белая пешка · a2 чёрный король · c2 белый король | a7 чёрная пешка · a6 белая пешка · b5 белая пешка · a2 чёрный король · c2 белый король | a7 чёрная пешка · a6 белая пешка · b5 белая пешка · a2 чёрный король · c2 белый король | a7 чёрная пешка · a6 белая пешка · b5 белая пешка · a2 чёрный король · c2 белый король | a7 чёрная пешка · a6 белая пешка · b5 белая пешка · a2 чёрный король · c2 белый король | a7 чёрная пешка · a6 белая пешка · b5 белая пешка · a2 чёрный король · c2 белый король | a7 чёрная пешка · a6 белая пешка · b5 белая пешка · a2 чёрный король · c2 белый король | 6 |
| 5 | a7 чёрная пешка · a6 белая пешка · b5 белая пешка · a2 чёрный король · c2 белый король | a7 чёрная пешка · a6 белая пешка · b5 белая пешка · a2 чёрный король · c2 белый король | a7 чёрная пешка · a6 белая пешка · b5 белая пешка · a2 чёрный король · c2 белый король | a7 чёрная пешка · a6 белая пешка · b5 белая пешка · a2 чёрный король · c2 белый король | a7 чёрная пешка · a6 белая пешка · b5 белая пешка · a2 чёрный король · c2 белый король | a7 чёрная пешка · a6 белая пешка · b5 белая пешка · a2 чёрный король · c2 белый король | a7 чёрная пешка · a6 белая пешка · b5 белая пешка · a2 чёрный король · c2 белый король | a7 чёрная пешка · a6 белая пешка · b5 белая пешка · a2 чёрный король · c2 белый король | 5 |
| 4 | a7 чёрная пешка · a6 белая пешка · b5 белая пешка · a2 чёрный король · c2 белый король | a7 чёрная пешка · a6 белая пешка · b5 белая пешка · a2 чёрный король · c2 белый король | a7 чёрная пешка · a6 белая пешка · b5 белая пешка · a2 чёрный король · c2 белый король | a7 чёрная пешка · a6 белая пешка · b5 белая пешка · a2 чёрный король · c2 белый король | a7 чёрная пешка · a6 белая пешка · b5 белая пешка · a2 чёрный король · c2 белый король | a7 чёрная пешка · a6 белая пешка · b5 белая пешка · a2 чёрный король · c2 белый король | a7 чёрная пешка · a6 белая пешка · b5 белая пешка · a2 чёрный король · c2 белый король | a7 чёрная пешка · a6 белая пешка · b5 белая пешка · a2 чёрный король · c2 белый король | 4 |
| 3 | a7 чёрная пешка · a6 белая пешка · b5 белая пешка · a2 чёрный король · c2 белый король | a7 чёрная пешка · a6 белая пешка · b5 белая пешка · a2 чёрный король · c2 белый король | a7 чёрная пешка · a6 белая пешка · b5 белая пешка · a2 чёрный король · c2 белый король | a7 чёрная пешка · a6 белая пешка · b5 белая пешка · a2 чёрный король · c2 белый король | a7 чёрная пешка · a6 белая пешка · b5 белая пешка · a2 чёрный король · c2 белый король | a7 чёрная пешка · a6 белая пешка · b5 белая пешка · a2 чёрный король · c2 белый король | a7 чёрная пешка · a6 белая пешка · b5 белая пешка · a2 чёрный король · c2 белый король | a7 чёрная пешка · a6 белая пешка · b5 белая пешка · a2 чёрный король · c2 белый король | 3 |
| 2 | a7 чёрная пешка · a6 белая пешка · b5 белая пешка · a2 чёрный король · c2 белый король | a7 чёрная пешка · a6 белая пешка · b5 белая пешка · a2 чёрный король · c2 белый король | a7 чёрная пешка · a6 белая пешка · b5 белая пешка · a2 чёрный король · c2 белый король | a7 чёрная пешка · a6 белая пешка · b5 белая пешка · a2 чёрный король · c2 белый король | a7 чёрная пешка · a6 белая пешка · b5 белая пешка · a2 чёрный король · c2 белый король | a7 чёрная пешка · a6 белая пешка · b5 белая пешка · a2 чёрный король · c2 белый король | a7 чёрная пешка · a6 белая пешка · b5 белая пешка · a2 чёрный король · c2 белый король | a7 чёрная пешка · a6 белая пешка · b5 белая пешка · a2 чёрный король · c2 белый король | 2 |
| 1 | a7 чёрная пешка · a6 белая пешка · b5 белая пешка · a2 чёрный король · c2 белый король | a7 чёрная пешка · a6 белая пешка · b5 белая пешка · a2 чёрный король · c2 белый король | a7 чёрная пешка · a6 белая пешка · b5 белая пешка · a2 чёрный король · c2 белый король | a7 чёрная пешка · a6 белая пешка · b5 белая пешка · a2 чёрный король · c2 белый король | a7 чёрная пешка · a6 белая пешка · b5 белая пешка · a2 чёрный король · c2 белый король | a7 чёрная пешка · a6 белая пешка · b5 белая пешка · a2 чёрный король · c2 белый король | a7 чёрная пешка · a6 белая пешка · b5 белая пешка · a2 чёрный король · c2 белый король | a7 чёрная пешка · a6 белая пешка · b5 белая пешка · a2 чёрный король · c2 белый король | 1 |
|   | a                                                                                      | b                                                                                      | c                                                                                      | d                                                                                      | e                                                                                      | f                                                                                      | g                                                                                      | h                                                                                      |   |

|   | a                                                                                    | b                                                                                    | c                                                                                    | d                                                                                    | e                                                                                    | f                                                                                    | g                                                                                    | h                                                                                    |   |
| - | ------------------------------------------------------------------------------------ | ------------------------------------------------------------------------------------ | ------------------------------------------------------------------------------------ | ------------------------------------------------------------------------------------ | ------------------------------------------------------------------------------------ | ------------------------------------------------------------------------------------ | ------------------------------------------------------------------------------------ | ------------------------------------------------------------------------------------ | - |
| 8 | b7 чёрная пешка · a6 чёрная пешка · a5 белая пешка · c5 белая пешка · b4 белая пешка | b7 чёрная пешка · a6 чёрная пешка · a5 белая пешка · c5 белая пешка · b4 белая пешка | b7 чёрная пешка · a6 чёрная пешка · a5 белая пешка · c5 белая пешка · b4 белая пешка | b7 чёрная пешка · a6 чёрная пешка · a5 белая пешка · c5 белая пешка · b4 белая пешка | b7 чёрная пешка · a6 чёрная пешка · a5 белая пешка · c5 белая пешка · b4 белая пешка | b7 чёрная пешка · a6 чёрная пешка · a5 белая пешка · c5 белая пешка · b4 белая пешка | b7 чёрная пешка · a6 чёрная пешка · a5 белая пешка · c5 белая пешка · b4 белая пешка | b7 чёрная пешка · a6 чёрная пешка · a5 белая пешка · c5 белая пешка · b4 белая пешка | 8 |
| 7 | b7 чёрная пешка · a6 чёрная пешка · a5 белая пешка · c5 белая пешка · b4 белая пешка | b7 чёрная пешка · a6 чёрная пешка · a5 белая пешка · c5 белая пешка · b4 белая пешка | b7 чёрная пешка · a6 чёрная пешка · a5 белая пешка · c5 белая пешка · b4 белая пешка | b7 чёрная пешка · a6 чёрная пешка · a5 белая пешка · c5 белая пешка · b4 белая пешка | b7 чёрная пешка · a6 чёрная пешка · a5 белая пешка · c5 белая пешка · b4 белая пешка | b7 чёрная пешка · a6 чёрная пешка · a5 белая пешка · c5 белая пешка · b4 белая пешка | b7 чёрная пешка · a6 чёрная пешка · a5 белая пешка · c5 белая пешка · b4 белая пешка | b7 чёрная пешка · a6 чёрная пешка · a5 белая пешка · c5 белая пешка · b4 белая пешка | 7 |
| 6 | b7 чёрная пешка · a6 чёрная пешка · a5 белая пешка · c5 белая пешка · b4 белая пешка | b7 чёрная пешка · a6 чёрная пешка · a5 белая пешка · c5 белая пешка · b4 белая пешка | b7 чёрная пешка · a6 чёрная пешка · a5 белая пешка · c5 белая пешка · b4 белая пешка | b7 чёрная пешка · a6 чёрная пешка · a5 белая пешка · c5 белая пешка · b4 белая пешка | b7 чёрная пешка · a6 чёрная пешка · a5 белая пешка · c5 белая пешка · b4 белая пешка | b7 чёрная пешка · a6 чёрная пешка · a5 белая пешка · c5 белая пешка · b4 белая пешка | b7 чёрная пешка · a6 чёрная пешка · a5 белая пешка · c5 белая пешка · b4 белая пешка | b7 чёрная пешка · a6 чёрная пешка · a5 белая пешка · c5 белая пешка · b4 белая пешка | 6 |
| 5 | b7 чёрная пешка · a6 чёрная пешка · a5 белая пешка · c5 белая пешка · b4 белая пешка | b7 чёрная пешка · a6 чёрная пешка · a5 белая пешка · c5 белая пешка · b4 белая пешка | b7 чёрная пешка · a6 чёрная пешка · a5 белая пешка · c5 белая пешка · b4 белая пешка | b7 чёрная пешка · a6 чёрная пешка · a5 белая пешка · c5 белая пешка · b4 белая пешка | b7 чёрная пешка · a6 чёрная пешка · a5 белая пешка · c5 белая пешка · b4 белая пешка | b7 чёрная пешка · a6 чёрная пешка · a5 белая пешка · c5 белая пешка · b4 белая пешка | b7 чёрная пешка · a6 чёрная пешка · a5 белая пешка · c5 белая пешка · b4 белая пешка | b7 чёрная пешка · a6 чёрная пешка · a5 белая пешка · c5 белая пешка · b4 белая пешка | 5 |
| 4 | b7 чёрная пешка · a6 чёрная пешка · a5 белая пешка · c5 белая пешка · b4 белая пешка | b7 чёрная пешка · a6 чёрная пешка · a5 белая пешка · c5 белая пешка · b4 белая пешка | b7 чёрная пешка · a6 чёрная пешка · a5 белая пешка · c5 белая пешка · b4 белая пешка | b7 чёрная пешка · a6 чёрная пешка · a5 белая пешка · c5 белая пешка · b4 белая пешка | b7 чёрная пешка · a6 чёрная пешка · a5 белая пешка · c5 белая пешка · b4 белая пешка | b7 чёрная пешка · a6 чёрная пешка · a5 белая пешка · c5 белая пешка · b4 белая пешка | b7 чёрная пешка · a6 чёрная пешка · a5 белая пешка · c5 белая пешка · b4 белая пешка | b7 чёрная пешка · a6 чёрная пешка · a5 белая пешка · c5 белая пешка · b4 белая пешка | 4 |
| 3 | b7 чёрная пешка · a6 чёрная пешка · a5 белая пешка · c5 белая пешка · b4 белая пешка | b7 чёрная пешка · a6 чёрная пешка · a5 белая пешка · c5 белая пешка · b4 белая пешка | b7 чёрная пешка · a6 чёрная пешка · a5 белая пешка · c5 белая пешка · b4 белая пешка | b7 чёрная пешка · a6 чёрная пешка · a5 белая пешка · c5 белая пешка · b4 белая пешка | b7 чёрная пешка · a6 чёрная пешка · a5 белая пешка · c5 белая пешка · b4 белая пешка | b7 чёрная пешка · a6 чёрная пешка · a5 белая пешка · c5 белая пешка · b4 белая пешка | b7 чёрная пешка · a6 чёрная пешка · a5 белая пешка · c5 белая пешка · b4 белая пешка | b7 чёрная пешка · a6 чёрная пешка · a5 белая пешка · c5 белая пешка · b4 белая пешка | 3 |
| 2 | b7 чёрная пешка · a6 чёрная пешка · a5 белая пешка · c5 белая пешка · b4 белая пешка | b7 чёрная пешка · a6 чёрная пешка · a5 белая пешка · c5 белая пешка · b4 белая пешка | b7 чёрная пешка · a6 чёрная пешка · a5 белая пешка · c5 белая пешка · b4 белая пешка | b7 чёрная пешка · a6 чёрная пешка · a5 белая пешка · c5 белая пешка · b4 белая пешка | b7 чёрная пешка · a6 чёрная пешка · a5 белая пешка · c5 белая пешка · b4 белая пешка | b7 чёрная пешка · a6 чёрная пешка · a5 белая пешка · c5 белая пешка · b4 белая пешка | b7 чёрная пешка · a6 чёрная пешка · a5 белая пешка · c5 белая пешка · b4 белая пешка | b7 чёрная пешка · a6 чёрная пешка · a5 белая пешка · c5 белая пешка · b4 белая пешка | 2 |
| 1 | b7 чёрная пешка · a6 чёрная пешка · a5 белая пешка · c5 белая пешка · b4 белая пешка | b7 чёрная пешка · a6 чёрная пешка · a5 белая пешка · c5 белая пешка · b4 белая пешка | b7 чёрная пешка · a6 чёрная пешка · a5 белая пешка · c5 белая пешка · b4 белая пешка | b7 чёрная пешка · a6 чёрная пешка · a5 белая пешка · c5 белая пешка · b4 белая пешка | b7 чёрная пешка · a6 чёрная пешка · a5 белая пешка · c5 белая пешка · b4 белая пешка | b7 чёрная пешка · a6 чёрная пешка · a5 белая пешка · c5 белая пешка · b4 белая пешка | b7 чёрная пешка · a6 чёрная пешка · a5 белая пешка · c5 белая пешка · b4 белая пешка | b7 чёрная пешка · a6 чёрная пешка · a5 белая пешка · c5 белая пешка · b4 белая пешка | 1 |
|   | a                                                                                    | b                                                                                    | c                                                                                    | d                                                                                    | e                                                                                    | f                                                                                    | g                                                                                    | h                                                                                    |   |

|   | a | b | c | d | e | f | g | h |   |
| - | --- | --- | --- | --- | --- | --- | --- | --- | - |
| 8 | b7 чёрная пешка · c7 чёрная пешка · a6 чёрная пешка · a5 белая пешка · c5 белая пешка · b4 белая пешка | b7 чёрная пешка · c7 чёрная пешка · a6 чёрная пешка · a5 белая пешка · c5 белая пешка · b4 белая пешка | b7 чёрная пешка · c7 чёрная пешка · a6 чёрная пешка · a5 белая пешка · c5 белая пешка · b4 белая пешка | b7 чёрная пешка · c7 чёрная пешка · a6 чёрная пешка · a5 белая пешка · c5 белая пешка · b4 белая пешка | b7 чёрная пешка · c7 чёрная пешка · a6 чёрная пешка · a5 белая пешка · c5 белая пешка · b4 белая пешка | b7 чёрная пешка · c7 чёрная пешка · a6 чёрная пешка · a5 белая пешка · c5 белая пешка · b4 белая пешка | b7 чёрная пешка · c7 чёрная пешка · a6 чёрная пешка · a5 белая пешка · c5 белая пешка · b4 белая пешка | b7 чёрная пешка · c7 чёрная пешка · a6 чёрная пешка · a5 белая пешка · c5 белая пешка · b4 белая пешка | 8 |
| 7 | b7 чёрная пешка · c7 чёрная пешка · a6 чёрная пешка · a5 белая пешка · c5 белая пешка · b4 белая пешка | b7 чёрная пешка · c7 чёрная пешка · a6 чёрная пешка · a5 белая пешка · c5 белая пешка · b4 белая пешка | b7 чёрная пешка · c7 чёрная пешка · a6 чёрная пешка · a5 белая пешка · c5 белая пешка · b4 белая пешка | b7 чёрная пешка · c7 чёрная пешка · a6 чёрная пешка · a5 белая пешка · c5 белая пешка · b4 белая пешка | b7 чёрная пешка · c7 чёрная пешка · a6 чёрная пешка · a5 белая пешка · c5 белая пешка · b4 белая пешка | b7 чёрная пешка · c7 чёрная пешка · a6 чёрная пешка · a5 белая пешка · c5 белая пешка · b4 белая пешка | b7 чёрная пешка · c7 чёрная пешка · a6 чёрная пешка · a5 белая пешка · c5 белая пешка · b4 белая пешка | b7 чёрная пешка · c7 чёрная пешка · a6 чёрная пешка · a5 белая пешка · c5 белая пешка · b4 белая пешка | 7 |
| 6 | b7 чёрная пешка · c7 чёрная пешка · a6 чёрная пешка · a5 белая пешка · c5 белая пешка · b4 белая пешка | b7 чёрная пешка · c7 чёрная пешка · a6 чёрная пешка · a5 белая пешка · c5 белая пешка · b4 белая пешка | b7 чёрная пешка · c7 чёрная пешка · a6 чёрная пешка · a5 белая пешка · c5 белая пешка · b4 белая пешка | b7 чёрная пешка · c7 чёрная пешка · a6 чёрная пешка · a5 белая пешка · c5 белая пешка · b4 белая пешка | b7 чёрная пешка · c7 чёрная пешка · a6 чёрная пешка · a5 белая пешка · c5 белая пешка · b4 белая пешка | b7 чёрная пешка · c7 чёрная пешка · a6 чёрная пешка · a5 белая пешка · c5 белая пешка · b4 белая пешка | b7 чёрная пешка · c7 чёрная пешка · a6 чёрная пешка · a5 белая пешка · c5 белая пешка · b4 белая пешка | b7 чёрная пешка · c7 чёрная пешка · a6 чёрная пешка · a5 белая пешка · c5 белая пешка · b4 белая пешка | 6 |
| 5 | b7 чёрная пешка · c7 чёрная пешка · a6 чёрная пешка · a5 белая пешка · c5 белая пешка · b4 белая пешка | b7 чёрная пешка · c7 чёрная пешка · a6 чёрная пешка · a5 белая пешка · c5 белая пешка · b4 белая пешка | b7 чёрная пешка · c7 чёрная пешка · a6 чёрная пешка · a5 белая пешка · c5 белая пешка · b4 белая пешка | b7 чёрная пешка · c7 чёрная пешка · a6 чёрная пешка · a5 белая пешка · c5 белая пешка · b4 белая пешка | b7 чёрная пешка · c7 чёрная пешка · a6 чёрная пешка · a5 белая пешка · c5 белая пешка · b4 белая пешка | b7 чёрная пешка · c7 чёрная пешка · a6 чёрная пешка · a5 белая пешка · c5 белая пешка · b4 белая пешка | b7 чёрная пешка · c7 чёрная пешка · a6 чёрная пешка · a5 белая пешка · c5 белая пешка · b4 белая пешка | b7 чёрная пешка · c7 чёрная пешка · a6 чёрная пешка · a5 белая пешка · c5 белая пешка · b4 белая пешка | 5 |
| 4 | b7 чёрная пешка · c7 чёрная пешка · a6 чёрная пешка · a5 белая пешка · c5 белая пешка · b4 белая пешка | b7 чёрная пешка · c7 чёрная пешка · a6 чёрная пешка · a5 белая пешка · c5 белая пешка · b4 белая пешка | b7 чёрная пешка · c7 чёрная пешка · a6 чёрная пешка · a5 белая пешка · c5 белая пешка · b4 белая пешка | b7 чёрная пешка · c7 чёрная пешка · a6 чёрная пешка · a5 белая пешка · c5 белая пешка · b4 белая пешка | b7 чёрная пешка · c7 чёрная пешка · a6 чёрная пешка · a5 белая пешка · c5 белая пешка · b4 белая пешка | b7 чёрная пешка · c7 чёрная пешка · a6 чёрная пешка · a5 белая пешка · c5 белая пешка · b4 белая пешка | b7 чёрная пешка · c7 чёрная пешка · a6 чёрная пешка · a5 белая пешка · c5 белая пешка · b4 белая пешка | b7 чёрная пешка · c7 чёрная пешка · a6 чёрная пешка · a5 белая пешка · c5 белая пешка · b4 белая пешка | 4 |
| 3 | b7 чёрная пешка · c7 чёрная пешка · a6 чёрная пешка · a5 белая пешка · c5 белая пешка · b4 белая пешка | b7 чёрная пешка · c7 чёрная пешка · a6 чёрная пешка · a5 белая пешка · c5 белая пешка · b4 белая пешка | b7 чёрная пешка · c7 чёрная пешка · a6 чёрная пешка · a5 белая пешка · c5 белая пешка · b4 белая пешка | b7 чёрная пешка · c7 чёрная пешка · a6 чёрная пешка · a5 белая пешка · c5 белая пешка · b4 белая пешка | b7 чёрная пешка · c7 чёрная пешка · a6 чёрная пешка · a5 белая пешка · c5 белая пешка · b4 белая пешка | b7 чёрная пешка · c7 чёрная пешка · a6 чёрная пешка · a5 белая пешка · c5 белая пешка · b4 белая пешка | b7 чёрная пешка · c7 чёрная пешка · a6 чёрная пешка · a5 белая пешка · c5 белая пешка · b4 белая пешка | b7 чёрная пешка · c7 чёрная пешка · a6 чёрная пешка · a5 белая пешка · c5 белая пешка · b4 белая пешка | 3 |
| 2 | b7 чёрная пешка · c7 чёрная пешка · a6 чёрная пешка · a5 белая пешка · c5 белая пешка · b4 белая пешка | b7 чёрная пешка · c7 чёрная пешка · a6 чёрная пешка · a5 белая пешка · c5 белая пешка · b4 белая пешка | b7 чёрная пешка · c7 чёрная пешка · a6 чёрная пешка · a5 белая пешка · c5 белая пешка · b4 белая пешка | b7 чёрная пешка · c7 чёрная пешка · a6 чёрная пешка · a5 белая пешка · c5 белая пешка · b4 белая пешка | b7 чёрная пешка · c7 чёрная пешка · a6 чёрная пешка · a5 белая пешка · c5 белая пешка · b4 белая пешка | b7 чёрная пешка · c7 чёрная пешка · a6 чёрная пешка · a5 белая пешка · c5 белая пешка · b4 белая пешка | b7 чёрная пешка · c7 чёрная пешка · a6 чёрная пешка · a5 белая пешка · c5 белая пешка · b4 белая пешка | b7 чёрная пешка · c7 чёрная пешка · a6 чёрная пешка · a5 белая пешка · c5 белая пешка · b4 белая пешка | 2 |
| 1 | b7 чёрная пешка · c7 чёрная пешка · a6 чёрная пешка · a5 белая пешка · c5 белая пешка · b4 белая пешка | b7 чёрная пешка · c7 чёрная пешка · a6 чёрная пешка · a5 белая пешка · c5 белая пешка · b4 белая пешка | b7 чёрная пешка · c7 чёрная пешка · a6 чёрная пешка · a5 белая пешка · c5 белая пешка · b4 белая пешка | b7 чёрная пешка · c7 чёрная пешка · a6 чёрная пешка · a5 белая пешка · c5 белая пешка · b4 белая пешка | b7 чёрная пешка · c7 чёрная пешка · a6 чёрная пешка · a5 белая пешка · c5 белая пешка · b4 белая пешка | b7 чёрная пешка · c7 чёрная пешка · a6 чёрная пешка · a5 белая пешка · c5 белая пешка · b4 белая пешка | b7 чёрная пешка · c7 чёрная пешка · a6 чёрная пешка · a5 белая пешка · c5 белая пешка · b4 белая пешка | b7 чёрная пешка · c7 чёрная пешка · a6 чёрная пешка · a5 белая пешка · c5 белая пешка · b4 белая пешка | 1 |
|   | a | b | c | d | e | f | g | h |   |

|   | a                                                                   | b                                                                   | c                                                                   | d                                                                   | e                                                                   | f                                                                   | g                                                                   | h                                                                   |   |
| - | ------------------------------------------------------------------- | ------------------------------------------------------------------- | ------------------------------------------------------------------- | ------------------------------------------------------------------- | ------------------------------------------------------------------- | ------------------------------------------------------------------- | ------------------------------------------------------------------- | ------------------------------------------------------------------- | - |
| 8 | a6 чёрная пешка · b6 чёрная пешка · a4 белая пешка · c4 белая пешка | a6 чёрная пешка · b6 чёрная пешка · a4 белая пешка · c4 белая пешка | a6 чёрная пешка · b6 чёрная пешка · a4 белая пешка · c4 белая пешка | a6 чёрная пешка · b6 чёрная пешка · a4 белая пешка · c4 белая пешка | a6 чёрная пешка · b6 чёрная пешка · a4 белая пешка · c4 белая пешка | a6 чёрная пешка · b6 чёрная пешка · a4 белая пешка · c4 белая пешка | a6 чёрная пешка · b6 чёрная пешка · a4 белая пешка · c4 белая пешка | a6 чёрная пешка · b6 чёрная пешка · a4 белая пешка · c4 белая пешка | 8 |
| 7 | a6 чёрная пешка · b6 чёрная пешка · a4 белая пешка · c4 белая пешка | a6 чёрная пешка · b6 чёрная пешка · a4 белая пешка · c4 белая пешка | a6 чёрная пешка · b6 чёрная пешка · a4 белая пешка · c4 белая пешка | a6 чёрная пешка · b6 чёрная пешка · a4 белая пешка · c4 белая пешка | a6 чёрная пешка · b6 чёрная пешка · a4 белая пешка · c4 белая пешка | a6 чёрная пешка · b6 чёрная пешка · a4 белая пешка · c4 белая пешка | a6 чёрная пешка · b6 чёрная пешка · a4 белая пешка · c4 белая пешка | a6 чёрная пешка · b6 чёрная пешка · a4 белая пешка · c4 белая пешка | 7 |
| 6 | a6 чёрная пешка · b6 чёрная пешка · a4 белая пешка · c4 белая пешка | a6 чёрная пешка · b6 чёрная пешка · a4 белая пешка · c4 белая пешка | a6 чёрная пешка · b6 чёрная пешка · a4 белая пешка · c4 белая пешка | a6 чёрная пешка · b6 чёрная пешка · a4 белая пешка · c4 белая пешка | a6 чёрная пешка · b6 чёрная пешка · a4 белая пешка · c4 белая пешка | a6 чёрная пешка · b6 чёрная пешка · a4 белая пешка · c4 белая пешка | a6 чёрная пешка · b6 чёрная пешка · a4 белая пешка · c4 белая пешка | a6 чёрная пешка · b6 чёрная пешка · a4 белая пешка · c4 белая пешка | 6 |
| 5 | a6 чёрная пешка · b6 чёрная пешка · a4 белая пешка · c4 белая пешка | a6 чёрная пешка · b6 чёрная пешка · a4 белая пешка · c4 белая пешка | a6 чёрная пешка · b6 чёрная пешка · a4 белая пешка · c4 белая пешка | a6 чёрная пешка · b6 чёрная пешка · a4 белая пешка · c4 белая пешка | a6 чёрная пешка · b6 чёрная пешка · a4 белая пешка · c4 белая пешка | a6 чёрная пешка · b6 чёрная пешка · a4 белая пешка · c4 белая пешка | a6 чёрная пешка · b6 чёрная пешка · a4 белая пешка · c4 белая пешка | a6 чёрная пешка · b6 чёрная пешка · a4 белая пешка · c4 белая пешка | 5 |
| 4 | a6 чёрная пешка · b6 чёрная пешка · a4 белая пешка · c4 белая пешка | a6 чёрная пешка · b6 чёрная пешка · a4 белая пешка · c4 белая пешка | a6 чёрная пешка · b6 чёрная пешка · a4 белая пешка · c4 белая пешка | a6 чёрная пешка · b6 чёрная пешка · a4 белая пешка · c4 белая пешка | a6 чёрная пешка · b6 чёрная пешка · a4 белая пешка · c4 белая пешка | a6 чёрная пешка · b6 чёрная пешка · a4 белая пешка · c4 белая пешка | a6 чёрная пешка · b6 чёрная пешка · a4 белая пешка · c4 белая пешка | a6 чёрная пешка · b6 чёрная пешка · a4 белая пешка · c4 белая пешка | 4 |
| 3 | a6 чёрная пешка · b6 чёрная пешка · a4 белая пешка · c4 белая пешка | a6 чёрная пешка · b6 чёрная пешка · a4 белая пешка · c4 белая пешка | a6 чёрная пешка · b6 чёрная пешка · a4 белая пешка · c4 белая пешка | a6 чёрная пешка · b6 чёрная пешка · a4 белая пешка · c4 белая пешка | a6 чёрная пешка · b6 чёрная пешка · a4 белая пешка · c4 белая пешка | a6 чёрная пешка · b6 чёрная пешка · a4 белая пешка · c4 белая пешка | a6 чёрная пешка · b6 чёрная пешка · a4 белая пешка · c4 белая пешка | a6 чёрная пешка · b6 чёрная пешка · a4 белая пешка · c4 белая пешка | 3 |
| 2 | a6 чёрная пешка · b6 чёрная пешка · a4 белая пешка · c4 белая пешка | a6 чёрная пешка · b6 чёрная пешка · a4 белая пешка · c4 белая пешка | a6 чёрная пешка · b6 чёрная пешка · a4 белая пешка · c4 белая пешка | a6 чёрная пешка · b6 чёрная пешка · a4 белая пешка · c4 белая пешка | a6 чёрная пешка · b6 чёрная пешка · a4 белая пешка · c4 белая пешка | a6 чёрная пешка · b6 чёрная пешка · a4 белая пешка · c4 белая пешка | a6 чёрная пешка · b6 чёрная пешка · a4 белая пешка · c4 белая пешка | a6 чёрная пешка · b6 чёрная пешка · a4 белая пешка · c4 белая пешка | 2 |
| 1 | a6 чёрная пешка · b6 чёрная пешка · a4 белая пешка · c4 белая пешка | a6 чёрная пешка · b6 чёрная пешка · a4 белая пешка · c4 белая пешка | a6 чёрная пешка · b6 чёрная пешка · a4 белая пешка · c4 белая пешка | a6 чёрная пешка · b6 чёрная пешка · a4 белая пешка · c4 белая пешка | a6 чёрная пешка · b6 чёрная пешка · a4 белая пешка · c4 белая пешка | a6 чёрная пешка · b6 чёрная пешка · a4 белая пешка · c4 белая пешка | a6 чёрная пешка · b6 чёрная пешка · a4 белая пешка · c4 белая пешка | a6 чёрная пешка · b6 чёрная пешка · a4 белая пешка · c4 белая пешка | 1 |
|   | a                                                                   | b                                                                   | c                                                                   | d                                                                   | e                                                                   | f                                                                   | g                                                                   | h                                                                   |   |

|   | a | b | c | d | e | f | g | h |   |
| - | --- | --- | --- | --- | --- | --- | --- | --- | - |
| 8 | b7 чёрная пешка · c7 чёрная пешка · a6 чёрная пешка · a5 белая пешка · b5 белая пешка · c5 белая пешка | b7 чёрная пешка · c7 чёрная пешка · a6 чёрная пешка · a5 белая пешка · b5 белая пешка · c5 белая пешка | b7 чёрная пешка · c7 чёрная пешка · a6 чёрная пешка · a5 белая пешка · b5 белая пешка · c5 белая пешка | b7 чёрная пешка · c7 чёрная пешка · a6 чёрная пешка · a5 белая пешка · b5 белая пешка · c5 белая пешка | b7 чёрная пешка · c7 чёрная пешка · a6 чёрная пешка · a5 белая пешка · b5 белая пешка · c5 белая пешка | b7 чёрная пешка · c7 чёрная пешка · a6 чёрная пешка · a5 белая пешка · b5 белая пешка · c5 белая пешка | b7 чёрная пешка · c7 чёрная пешка · a6 чёрная пешка · a5 белая пешка · b5 белая пешка · c5 белая пешка | b7 чёрная пешка · c7 чёрная пешка · a6 чёрная пешка · a5 белая пешка · b5 белая пешка · c5 белая пешка | 8 |
| 7 | b7 чёрная пешка · c7 чёрная пешка · a6 чёрная пешка · a5 белая пешка · b5 белая пешка · c5 белая пешка | b7 чёрная пешка · c7 чёрная пешка · a6 чёрная пешка · a5 белая пешка · b5 белая пешка · c5 белая пешка | b7 чёрная пешка · c7 чёрная пешка · a6 чёрная пешка · a5 белая пешка · b5 белая пешка · c5 белая пешка | b7 чёрная пешка · c7 чёрная пешка · a6 чёрная пешка · a5 белая пешка · b5 белая пешка · c5 белая пешка | b7 чёрная пешка · c7 чёрная пешка · a6 чёрная пешка · a5 белая пешка · b5 белая пешка · c5 белая пешка | b7 чёрная пешка · c7 чёрная пешка · a6 чёрная пешка · a5 белая пешка · b5 белая пешка · c5 белая пешка | b7 чёрная пешка · c7 чёрная пешка · a6 чёрная пешка · a5 белая пешка · b5 белая пешка · c5 белая пешка | b7 чёрная пешка · c7 чёрная пешка · a6 чёрная пешка · a5 белая пешка · b5 белая пешка · c5 белая пешка | 7 |
| 6 | b7 чёрная пешка · c7 чёрная пешка · a6 чёрная пешка · a5 белая пешка · b5 белая пешка · c5 белая пешка | b7 чёрная пешка · c7 чёрная пешка · a6 чёрная пешка · a5 белая пешка · b5 белая пешка · c5 белая пешка | b7 чёрная пешка · c7 чёрная пешка · a6 чёрная пешка · a5 белая пешка · b5 белая пешка · c5 белая пешка | b7 чёрная пешка · c7 чёрная пешка · a6 чёрная пешка · a5 белая пешка · b5 белая пешка · c5 белая пешка | b7 чёрная пешка · c7 чёрная пешка · a6 чёрная пешка · a5 белая пешка · b5 белая пешка · c5 белая пешка | b7 чёрная пешка · c7 чёрная пешка · a6 чёрная пешка · a5 белая пешка · b5 белая пешка · c5 белая пешка | b7 чёрная пешка · c7 чёрная пешка · a6 чёрная пешка · a5 белая пешка · b5 белая пешка · c5 белая пешка | b7 чёрная пешка · c7 чёрная пешка · a6 чёрная пешка · a5 белая пешка · b5 белая пешка · c5 белая пешка | 6 |
| 5 | b7 чёрная пешка · c7 чёрная пешка · a6 чёрная пешка · a5 белая пешка · b5 белая пешка · c5 белая пешка | b7 чёрная пешка · c7 чёрная пешка · a6 чёрная пешка · a5 белая пешка · b5 белая пешка · c5 белая пешка | b7 чёрная пешка · c7 чёрная пешка · a6 чёрная пешка · a5 белая пешка · b5 белая пешка · c5 белая пешка | b7 чёрная пешка · c7 чёрная пешка · a6 чёрная пешка · a5 белая пешка · b5 белая пешка · c5 белая пешка | b7 чёрная пешка · c7 чёрная пешка · a6 чёрная пешка · a5 белая пешка · b5 белая пешка · c5 белая пешка | b7 чёрная пешка · c7 чёрная пешка · a6 чёрная пешка · a5 белая пешка · b5 белая пешка · c5 белая пешка | b7 чёрная пешка · c7 чёрная пешка · a6 чёрная пешка · a5 белая пешка · b5 белая пешка · c5 белая пешка | b7 чёрная пешка · c7 чёрная пешка · a6 чёрная пешка · a5 белая пешка · b5 белая пешка · c5 белая пешка | 5 |
| 4 | b7 чёрная пешка · c7 чёрная пешка · a6 чёрная пешка · a5 белая пешка · b5 белая пешка · c5 белая пешка | b7 чёрная пешка · c7 чёрная пешка · a6 чёрная пешка · a5 белая пешка · b5 белая пешка · c5 белая пешка | b7 чёрная пешка · c7 чёрная пешка · a6 чёрная пешка · a5 белая пешка · b5 белая пешка · c5 белая пешка | b7 чёрная пешка · c7 чёрная пешка · a6 чёрная пешка · a5 белая пешка · b5 белая пешка · c5 белая пешка | b7 чёрная пешка · c7 чёрная пешка · a6 чёрная пешка · a5 белая пешка · b5 белая пешка · c5 белая пешка | b7 чёрная пешка · c7 чёрная пешка · a6 чёрная пешка · a5 белая пешка · b5 белая пешка · c5 белая пешка | b7 чёрная пешка · c7 чёрная пешка · a6 чёрная пешка · a5 белая пешка · b5 белая пешка · c5 белая пешка | b7 чёрная пешка · c7 чёрная пешка · a6 чёрная пешка · a5 белая пешка · b5 белая пешка · c5 белая пешка | 4 |
| 3 | b7 чёрная пешка · c7 чёрная пешка · a6 чёрная пешка · a5 белая пешка · b5 белая пешка · c5 белая пешка | b7 чёрная пешка · c7 чёрная пешка · a6 чёрная пешка · a5 белая пешка · b5 белая пешка · c5 белая пешка | b7 чёрная пешка · c7 чёрная пешка · a6 чёрная пешка · a5 белая пешка · b5 белая пешка · c5 белая пешка | b7 чёрная пешка · c7 чёрная пешка · a6 чёрная пешка · a5 белая пешка · b5 белая пешка · c5 белая пешка | b7 чёрная пешка · c7 чёрная пешка · a6 чёрная пешка · a5 белая пешка · b5 белая пешка · c5 белая пешка | b7 чёрная пешка · c7 чёрная пешка · a6 чёрная пешка · a5 белая пешка · b5 белая пешка · c5 белая пешка | b7 чёрная пешка · c7 чёрная пешка · a6 чёрная пешка · a5 белая пешка · b5 белая пешка · c5 белая пешка | b7 чёрная пешка · c7 чёрная пешка · a6 чёрная пешка · a5 белая пешка · b5 белая пешка · c5 белая пешка | 3 |
| 2 | b7 чёрная пешка · c7 чёрная пешка · a6 чёрная пешка · a5 белая пешка · b5 белая пешка · c5 белая пешка | b7 чёрная пешка · c7 чёрная пешка · a6 чёрная пешка · a5 белая пешка · b5 белая пешка · c5 белая пешка | b7 чёрная пешка · c7 чёрная пешка · a6 чёрная пешка · a5 белая пешка · b5 белая пешка · c5 белая пешка | b7 чёрная пешка · c7 чёрная пешка · a6 чёрная пешка · a5 белая пешка · b5 белая пешка · c5 белая пешка | b7 чёрная пешка · c7 чёрная пешка · a6 чёрная пешка · a5 белая пешка · b5 белая пешка · c5 белая пешка | b7 чёрная пешка · c7 чёрная пешка · a6 чёрная пешка · a5 белая пешка · b5 белая пешка · c5 белая пешка | b7 чёрная пешка · c7 чёрная пешка · a6 чёрная пешка · a5 белая пешка · b5 белая пешка · c5 белая пешка | b7 чёрная пешка · c7 чёрная пешка · a6 чёрная пешка · a5 белая пешка · b5 белая пешка · c5 белая пешка | 2 |
| 1 | b7 чёрная пешка · c7 чёрная пешка · a6 чёрная пешка · a5 белая пешка · b5 белая пешка · c5 белая пешка | b7 чёрная пешка · c7 чёрная пешка · a6 чёрная пешка · a5 белая пешка · b5 белая пешка · c5 белая пешка | b7 чёрная пешка · c7 чёрная пешка · a6 чёрная пешка · a5 белая пешка · b5 белая пешка · c5 белая пешка | b7 чёрная пешка · c7 чёрная пешка · a6 чёрная пешка · a5 белая пешка · b5 белая пешка · c5 белая пешка | b7 чёрная пешка · c7 чёрная пешка · a6 чёрная пешка · a5 белая пешка · b5 белая пешка · c5 белая пешка | b7 чёрная пешка · c7 чёрная пешка · a6 чёрная пешка · a5 белая пешка · b5 белая пешка · c5 белая пешка | b7 чёрная пешка · c7 чёрная пешка · a6 чёрная пешка · a5 белая пешка · b5 белая пешка · c5 белая пешка | b7 чёрная пешка · c7 чёрная пешка · a6 чёрная пешка · a5 белая пешка · b5 белая пешка · c5 белая пешка | 1 |
|   | a | b | c | d | e | f | g | h |   |

|   | a                                                                                     | b                                                                                     | c                                                                                     | d                                                                                     | e                                                                                     | f                                                                                     | g                                                                                     | h                                                                                     |   |
| - | ------------------------------------------------------------------------------------- | ------------------------------------------------------------------------------------- | ------------------------------------------------------------------------------------- | ------------------------------------------------------------------------------------- | ------------------------------------------------------------------------------------- | ------------------------------------------------------------------------------------- | ------------------------------------------------------------------------------------- | ------------------------------------------------------------------------------------- | - |
| 8 | f7 чёрная пешка · g6 чёрная пешка · h6 чёрная пешка · h5 белая пешка · g4 белая пешка | f7 чёрная пешка · g6 чёрная пешка · h6 чёрная пешка · h5 белая пешка · g4 белая пешка | f7 чёрная пешка · g6 чёрная пешка · h6 чёрная пешка · h5 белая пешка · g4 белая пешка | f7 чёрная пешка · g6 чёрная пешка · h6 чёрная пешка · h5 белая пешка · g4 белая пешка | f7 чёрная пешка · g6 чёрная пешка · h6 чёрная пешка · h5 белая пешка · g4 белая пешка | f7 чёрная пешка · g6 чёрная пешка · h6 чёрная пешка · h5 белая пешка · g4 белая пешка | f7 чёрная пешка · g6 чёрная пешка · h6 чёрная пешка · h5 белая пешка · g4 белая пешка | f7 чёрная пешка · g6 чёрная пешка · h6 чёрная пешка · h5 белая пешка · g4 белая пешка | 8 |
| 7 | f7 чёрная пешка · g6 чёрная пешка · h6 чёрная пешка · h5 белая пешка · g4 белая пешка | f7 чёрная пешка · g6 чёрная пешка · h6 чёрная пешка · h5 белая пешка · g4 белая пешка | f7 чёрная пешка · g6 чёрная пешка · h6 чёрная пешка · h5 белая пешка · g4 белая пешка | f7 чёрная пешка · g6 чёрная пешка · h6 чёрная пешка · h5 белая пешка · g4 белая пешка | f7 чёрная пешка · g6 чёрная пешка · h6 чёрная пешка · h5 белая пешка · g4 белая пешка | f7 чёрная пешка · g6 чёрная пешка · h6 чёрная пешка · h5 белая пешка · g4 белая пешка | f7 чёрная пешка · g6 чёрная пешка · h6 чёрная пешка · h5 белая пешка · g4 белая пешка | f7 чёрная пешка · g6 чёрная пешка · h6 чёрная пешка · h5 белая пешка · g4 белая пешка | 7 |
| 6 | f7 чёрная пешка · g6 чёрная пешка · h6 чёрная пешка · h5 белая пешка · g4 белая пешка | f7 чёрная пешка · g6 чёрная пешка · h6 чёрная пешка · h5 белая пешка · g4 белая пешка | f7 чёрная пешка · g6 чёрная пешка · h6 чёрная пешка · h5 белая пешка · g4 белая пешка | f7 чёрная пешка · g6 чёрная пешка · h6 чёрная пешка · h5 белая пешка · g4 белая пешка | f7 чёрная пешка · g6 чёрная пешка · h6 чёрная пешка · h5 белая пешка · g4 белая пешка | f7 чёрная пешка · g6 чёрная пешка · h6 чёрная пешка · h5 белая пешка · g4 белая пешка | f7 чёрная пешка · g6 чёрная пешка · h6 чёрная пешка · h5 белая пешка · g4 белая пешка | f7 чёрная пешка · g6 чёрная пешка · h6 чёрная пешка · h5 белая пешка · g4 белая пешка | 6 |
| 5 | f7 чёрная пешка · g6 чёрная пешка · h6 чёрная пешка · h5 белая пешка · g4 белая пешка | f7 чёрная пешка · g6 чёрная пешка · h6 чёрная пешка · h5 белая пешка · g4 белая пешка | f7 чёрная пешка · g6 чёрная пешка · h6 чёрная пешка · h5 белая пешка · g4 белая пешка | f7 чёрная пешка · g6 чёрная пешка · h6 чёрная пешка · h5 белая пешка · g4 белая пешка | f7 чёрная пешка · g6 чёрная пешка · h6 чёрная пешка · h5 белая пешка · g4 белая пешка | f7 чёрная пешка · g6 чёрная пешка · h6 чёрная пешка · h5 белая пешка · g4 белая пешка | f7 чёрная пешка · g6 чёрная пешка · h6 чёрная пешка · h5 белая пешка · g4 белая пешка | f7 чёрная пешка · g6 чёрная пешка · h6 чёрная пешка · h5 белая пешка · g4 белая пешка | 5 |
| 4 | f7 чёрная пешка · g6 чёрная пешка · h6 чёрная пешка · h5 белая пешка · g4 белая пешка | f7 чёрная пешка · g6 чёрная пешка · h6 чёрная пешка · h5 белая пешка · g4 белая пешка | f7 чёрная пешка · g6 чёрная пешка · h6 чёрная пешка · h5 белая пешка · g4 белая пешка | f7 чёрная пешка · g6 чёрная пешка · h6 чёрная пешка · h5 белая пешка · g4 белая пешка | f7 чёрная пешка · g6 чёрная пешка · h6 чёрная пешка · h5 белая пешка · g4 белая пешка | f7 чёрная пешка · g6 чёрная пешка · h6 чёрная пешка · h5 белая пешка · g4 белая пешка | f7 чёрная пешка · g6 чёрная пешка · h6 чёрная пешка · h5 белая пешка · g4 белая пешка | f7 чёрная пешка · g6 чёрная пешка · h6 чёрная пешка · h5 белая пешка · g4 белая пешка | 4 |
| 3 | f7 чёрная пешка · g6 чёрная пешка · h6 чёрная пешка · h5 белая пешка · g4 белая пешка | f7 чёрная пешка · g6 чёрная пешка · h6 чёрная пешка · h5 белая пешка · g4 белая пешка | f7 чёрная пешка · g6 чёрная пешка · h6 чёрная пешка · h5 белая пешка · g4 белая пешка | f7 чёрная пешка · g6 чёрная пешка · h6 чёрная пешка · h5 белая пешка · g4 белая пешка | f7 чёрная пешка · g6 чёрная пешка · h6 чёрная пешка · h5 белая пешка · g4 белая пешка | f7 чёрная пешка · g6 чёрная пешка · h6 чёрная пешка · h5 белая пешка · g4 белая пешка | f7 чёрная пешка · g6 чёрная пешка · h6 чёрная пешка · h5 белая пешка · g4 белая пешка | f7 чёрная пешка · g6 чёрная пешка · h6 чёрная пешка · h5 белая пешка · g4 белая пешка | 3 |
| 2 | f7 чёрная пешка · g6 чёрная пешка · h6 чёрная пешка · h5 белая пешка · g4 белая пешка | f7 чёрная пешка · g6 чёрная пешка · h6 чёрная пешка · h5 белая пешка · g4 белая пешка | f7 чёрная пешка · g6 чёрная пешка · h6 чёрная пешка · h5 белая пешка · g4 белая пешка | f7 чёрная пешка · g6 чёрная пешка · h6 чёрная пешка · h5 белая пешка · g4 белая пешка | f7 чёрная пешка · g6 чёрная пешка · h6 чёрная пешка · h5 белая пешка · g4 белая пешка | f7 чёрная пешка · g6 чёрная пешка · h6 чёрная пешка · h5 белая пешка · g4 белая пешка | f7 чёрная пешка · g6 чёрная пешка · h6 чёрная пешка · h5 белая пешка · g4 белая пешка | f7 чёрная пешка · g6 чёрная пешка · h6 чёрная пешка · h5 белая пешка · g4 белая пешка | 2 |
| 1 | f7 чёрная пешка · g6 чёрная пешка · h6 чёрная пешка · h5 белая пешка · g4 белая пешка | f7 чёрная пешка · g6 чёрная пешка · h6 чёрная пешка · h5 белая пешка · g4 белая пешка | f7 чёрная пешка · g6 чёрная пешка · h6 чёрная пешка · h5 белая пешка · g4 белая пешка | f7 чёрная пешка · g6 чёрная пешка · h6 чёрная пешка · h5 белая пешка · g4 белая пешка | f7 чёрная пешка · g6 чёрная пешка · h6 чёрная пешка · h5 белая пешка · g4 белая пешка | f7 чёрная пешка · g6 чёрная пешка · h6 чёрная пешка · h5 белая пешка · g4 белая пешка | f7 чёрная пешка · g6 чёрная пешка · h6 чёрная пешка · h5 белая пешка · g4 белая пешка | f7 чёрная пешка · g6 чёрная пешка · h6 чёрная пешка · h5 белая пешка · g4 белая пешка | 1 |
|   | a                                                                                     | b                                                                                     | c                                                                                     | d                                                                                     | e                                                                                     | f                                                                                     | g                                                                                     | h                                                                                     |   |

|   | a | b | c | d | e | f | g | h |   |
| - | --- | --- | --- | --- | --- | --- | --- | --- | - |
| 8 | a6 чёрная пешка · a4 чёрный король · b4 белая пешка · e4 чёрная пешка · f4 чёрная пешка · a3 белая пешка · c3 белый король · f2 белая пешка | a6 чёрная пешка · a4 чёрный король · b4 белая пешка · e4 чёрная пешка · f4 чёрная пешка · a3 белая пешка · c3 белый король · f2 белая пешка | a6 чёрная пешка · a4 чёрный король · b4 белая пешка · e4 чёрная пешка · f4 чёрная пешка · a3 белая пешка · c3 белый король · f2 белая пешка | a6 чёрная пешка · a4 чёрный король · b4 белая пешка · e4 чёрная пешка · f4 чёрная пешка · a3 белая пешка · c3 белый король · f2 белая пешка | a6 чёрная пешка · a4 чёрный король · b4 белая пешка · e4 чёрная пешка · f4 чёрная пешка · a3 белая пешка · c3 белый король · f2 белая пешка | a6 чёрная пешка · a4 чёрный король · b4 белая пешка · e4 чёрная пешка · f4 чёрная пешка · a3 белая пешка · c3 белый король · f2 белая пешка | a6 чёрная пешка · a4 чёрный король · b4 белая пешка · e4 чёрная пешка · f4 чёрная пешка · a3 белая пешка · c3 белый король · f2 белая пешка | a6 чёрная пешка · a4 чёрный король · b4 белая пешка · e4 чёрная пешка · f4 чёрная пешка · a3 белая пешка · c3 белый король · f2 белая пешка | 8 |
| 7 | a6 чёрная пешка · a4 чёрный король · b4 белая пешка · e4 чёрная пешка · f4 чёрная пешка · a3 белая пешка · c3 белый король · f2 белая пешка | a6 чёрная пешка · a4 чёрный король · b4 белая пешка · e4 чёрная пешка · f4 чёрная пешка · a3 белая пешка · c3 белый король · f2 белая пешка | a6 чёрная пешка · a4 чёрный король · b4 белая пешка · e4 чёрная пешка · f4 чёрная пешка · a3 белая пешка · c3 белый король · f2 белая пешка | a6 чёрная пешка · a4 чёрный король · b4 белая пешка · e4 чёрная пешка · f4 чёрная пешка · a3 белая пешка · c3 белый король · f2 белая пешка | a6 чёрная пешка · a4 чёрный король · b4 белая пешка · e4 чёрная пешка · f4 чёрная пешка · a3 белая пешка · c3 белый король · f2 белая пешка | a6 чёрная пешка · a4 чёрный король · b4 белая пешка · e4 чёрная пешка · f4 чёрная пешка · a3 белая пешка · c3 белый король · f2 белая пешка | a6 чёрная пешка · a4 чёрный король · b4 белая пешка · e4 чёрная пешка · f4 чёрная пешка · a3 белая пешка · c3 белый король · f2 белая пешка | a6 чёрная пешка · a4 чёрный король · b4 белая пешка · e4 чёрная пешка · f4 чёрная пешка · a3 белая пешка · c3 белый король · f2 белая пешка | 7 |
| 6 | a6 чёрная пешка · a4 чёрный король · b4 белая пешка · e4 чёрная пешка · f4 чёрная пешка · a3 белая пешка · c3 белый король · f2 белая пешка | a6 чёрная пешка · a4 чёрный король · b4 белая пешка · e4 чёрная пешка · f4 чёрная пешка · a3 белая пешка · c3 белый король · f2 белая пешка | a6 чёрная пешка · a4 чёрный король · b4 белая пешка · e4 чёрная пешка · f4 чёрная пешка · a3 белая пешка · c3 белый король · f2 белая пешка | a6 чёрная пешка · a4 чёрный король · b4 белая пешка · e4 чёрная пешка · f4 чёрная пешка · a3 белая пешка · c3 белый король · f2 белая пешка | a6 чёрная пешка · a4 чёрный король · b4 белая пешка · e4 чёрная пешка · f4 чёрная пешка · a3 белая пешка · c3 белый король · f2 белая пешка | a6 чёрная пешка · a4 чёрный король · b4 белая пешка · e4 чёрная пешка · f4 чёрная пешка · a3 белая пешка · c3 белый король · f2 белая пешка | a6 чёрная пешка · a4 чёрный король · b4 белая пешка · e4 чёрная пешка · f4 чёрная пешка · a3 белая пешка · c3 белый король · f2 белая пешка | a6 чёрная пешка · a4 чёрный король · b4 белая пешка · e4 чёрная пешка · f4 чёрная пешка · a3 белая пешка · c3 белый король · f2 белая пешка | 6 |
| 5 | a6 чёрная пешка · a4 чёрный король · b4 белая пешка · e4 чёрная пешка · f4 чёрная пешка · a3 белая пешка · c3 белый король · f2 белая пешка | a6 чёрная пешка · a4 чёрный король · b4 белая пешка · e4 чёрная пешка · f4 чёрная пешка · a3 белая пешка · c3 белый король · f2 белая пешка | a6 чёрная пешка · a4 чёрный король · b4 белая пешка · e4 чёрная пешка · f4 чёрная пешка · a3 белая пешка · c3 белый король · f2 белая пешка | a6 чёрная пешка · a4 чёрный король · b4 белая пешка · e4 чёрная пешка · f4 чёрная пешка · a3 белая пешка · c3 белый король · f2 белая пешка | a6 чёрная пешка · a4 чёрный король · b4 белая пешка · e4 чёрная пешка · f4 чёрная пешка · a3 белая пешка · c3 белый король · f2 белая пешка | a6 чёрная пешка · a4 чёрный король · b4 белая пешка · e4 чёрная пешка · f4 чёрная пешка · a3 белая пешка · c3 белый король · f2 белая пешка | a6 чёрная пешка · a4 чёрный король · b4 белая пешка · e4 чёрная пешка · f4 чёрная пешка · a3 белая пешка · c3 белый король · f2 белая пешка | a6 чёрная пешка · a4 чёрный король · b4 белая пешка · e4 чёрная пешка · f4 чёрная пешка · a3 белая пешка · c3 белый король · f2 белая пешка | 5 |
| 4 | a6 чёрная пешка · a4 чёрный король · b4 белая пешка · e4 чёрная пешка · f4 чёрная пешка · a3 белая пешка · c3 белый король · f2 белая пешка | a6 чёрная пешка · a4 чёрный король · b4 белая пешка · e4 чёрная пешка · f4 чёрная пешка · a3 белая пешка · c3 белый король · f2 белая пешка | a6 чёрная пешка · a4 чёрный король · b4 белая пешка · e4 чёрная пешка · f4 чёрная пешка · a3 белая пешка · c3 белый король · f2 белая пешка | a6 чёрная пешка · a4 чёрный король · b4 белая пешка · e4 чёрная пешка · f4 чёрная пешка · a3 белая пешка · c3 белый король · f2 белая пешка | a6 чёрная пешка · a4 чёрный король · b4 белая пешка · e4 чёрная пешка · f4 чёрная пешка · a3 белая пешка · c3 белый король · f2 белая пешка | a6 чёрная пешка · a4 чёрный король · b4 белая пешка · e4 чёрная пешка · f4 чёрная пешка · a3 белая пешка · c3 белый король · f2 белая пешка | a6 чёрная пешка · a4 чёрный король · b4 белая пешка · e4 чёрная пешка · f4 чёрная пешка · a3 белая пешка · c3 белый король · f2 белая пешка | a6 чёрная пешка · a4 чёрный король · b4 белая пешка · e4 чёрная пешка · f4 чёрная пешка · a3 белая пешка · c3 белый король · f2 белая пешка | 4 |
| 3 | a6 чёрная пешка · a4 чёрный король · b4 белая пешка · e4 чёрная пешка · f4 чёрная пешка · a3 белая пешка · c3 белый король · f2 белая пешка | a6 чёрная пешка · a4 чёрный король · b4 белая пешка · e4 чёрная пешка · f4 чёрная пешка · a3 белая пешка · c3 белый король · f2 белая пешка | a6 чёрная пешка · a4 чёрный король · b4 белая пешка · e4 чёрная пешка · f4 чёрная пешка · a3 белая пешка · c3 белый король · f2 белая пешка | a6 чёрная пешка · a4 чёрный король · b4 белая пешка · e4 чёрная пешка · f4 чёрная пешка · a3 белая пешка · c3 белый король · f2 белая пешка | a6 чёрная пешка · a4 чёрный король · b4 белая пешка · e4 чёрная пешка · f4 чёрная пешка · a3 белая пешка · c3 белый король · f2 белая пешка | a6 чёрная пешка · a4 чёрный король · b4 белая пешка · e4 чёрная пешка · f4 чёрная пешка · a3 белая пешка · c3 белый король · f2 белая пешка | a6 чёрная пешка · a4 чёрный король · b4 белая пешка · e4 чёрная пешка · f4 чёрная пешка · a3 белая пешка · c3 белый король · f2 белая пешка | a6 чёрная пешка · a4 чёрный король · b4 белая пешка · e4 чёрная пешка · f4 чёрная пешка · a3 белая пешка · c3 белый король · f2 белая пешка | 3 |
| 2 | a6 чёрная пешка · a4 чёрный король · b4 белая пешка · e4 чёрная пешка · f4 чёрная пешка · a3 белая пешка · c3 белый король · f2 белая пешка | a6 чёрная пешка · a4 чёрный король · b4 белая пешка · e4 чёрная пешка · f4 чёрная пешка · a3 белая пешка · c3 белый король · f2 белая пешка | a6 чёрная пешка · a4 чёрный король · b4 белая пешка · e4 чёрная пешка · f4 чёрная пешка · a3 белая пешка · c3 белый король · f2 белая пешка | a6 чёрная пешка · a4 чёрный король · b4 белая пешка · e4 чёрная пешка · f4 чёрная пешка · a3 белая пешка · c3 белый король · f2 белая пешка | a6 чёрная пешка · a4 чёрный король · b4 белая пешка · e4 чёрная пешка · f4 чёрная пешка · a3 белая пешка · c3 белый король · f2 белая пешка | a6 чёрная пешка · a4 чёрный король · b4 белая пешка · e4 чёрная пешка · f4 чёрная пешка · a3 белая пешка · c3 белый король · f2 белая пешка | a6 чёрная пешка · a4 чёрный король · b4 белая пешка · e4 чёрная пешка · f4 чёрная пешка · a3 белая пешка · c3 белый король · f2 белая пешка | a6 чёрная пешка · a4 чёрный король · b4 белая пешка · e4 чёрная пешка · f4 чёрная пешка · a3 белая пешка · c3 белый король · f2 белая пешка | 2 |
| 1 | a6 чёрная пешка · a4 чёрный король · b4 белая пешка · e4 чёрная пешка · f4 чёрная пешка · a3 белая пешка · c3 белый король · f2 белая пешка | a6 чёрная пешка · a4 чёрный король · b4 белая пешка · e4 чёрная пешка · f4 чёрная пешка · a3 белая пешка · c3 белый король · f2 белая пешка | a6 чёрная пешка · a4 чёрный король · b4 белая пешка · e4 чёрная пешка · f4 чёрная пешка · a3 белая пешка · c3 белый король · f2 белая пешка | a6 чёрная пешка · a4 чёрный король · b4 белая пешка · e4 чёрная пешка · f4 чёрная пешка · a3 белая пешка · c3 белый король · f2 белая пешка | a6 чёрная пешка · a4 чёрный король · b4 белая пешка · e4 чёрная пешка · f4 чёрная пешка · a3 белая пешка · c3 белый король · f2 белая пешка | a6 чёрная пешка · a4 чёрный король · b4 белая пешка · e4 чёрная пешка · f4 чёрная пешка · a3 белая пешка · c3 белый король · f2 белая пешка | a6 чёрная пешка · a4 чёрный король · b4 белая пешка · e4 чёрная пешка · f4 чёрная пешка · a3 белая пешка · c3 белый король · f2 белая пешка | a6 чёрная пешка · a4 чёрный король · b4 белая пешка · e4 чёрная пешка · f4 чёрная пешка · a3 белая пешка · c3 белый король · f2 белая пешка | 1 |
|   | a | b | c | d | e | f | g | h |   |

|   | a | b | c | d | e | f | g | h |   |
| - | --- | --- | --- | --- | --- | --- | --- | --- | - |
| 8 | e6 чёрный король · c5 белый король · d5 чёрная пешка · f5 чёрная пешка · h5 чёрная пешка · d4 белая пешка · e4 чёрная пешка · g4 чёрная пешка · e3 белая пешка · g3 белая пешка · f2 белая пешка · g2 белая пешка | e6 чёрный король · c5 белый король · d5 чёрная пешка · f5 чёрная пешка · h5 чёрная пешка · d4 белая пешка · e4 чёрная пешка · g4 чёрная пешка · e3 белая пешка · g3 белая пешка · f2 белая пешка · g2 белая пешка | e6 чёрный король · c5 белый король · d5 чёрная пешка · f5 чёрная пешка · h5 чёрная пешка · d4 белая пешка · e4 чёрная пешка · g4 чёрная пешка · e3 белая пешка · g3 белая пешка · f2 белая пешка · g2 белая пешка | e6 чёрный король · c5 белый король · d5 чёрная пешка · f5 чёрная пешка · h5 чёрная пешка · d4 белая пешка · e4 чёрная пешка · g4 чёрная пешка · e3 белая пешка · g3 белая пешка · f2 белая пешка · g2 белая пешка | e6 чёрный король · c5 белый король · d5 чёрная пешка · f5 чёрная пешка · h5 чёрная пешка · d4 белая пешка · e4 чёрная пешка · g4 чёрная пешка · e3 белая пешка · g3 белая пешка · f2 белая пешка · g2 белая пешка | e6 чёрный король · c5 белый король · d5 чёрная пешка · f5 чёрная пешка · h5 чёрная пешка · d4 белая пешка · e4 чёрная пешка · g4 чёрная пешка · e3 белая пешка · g3 белая пешка · f2 белая пешка · g2 белая пешка | e6 чёрный король · c5 белый король · d5 чёрная пешка · f5 чёрная пешка · h5 чёрная пешка · d4 белая пешка · e4 чёрная пешка · g4 чёрная пешка · e3 белая пешка · g3 белая пешка · f2 белая пешка · g2 белая пешка | e6 чёрный король · c5 белый король · d5 чёрная пешка · f5 чёрная пешка · h5 чёрная пешка · d4 белая пешка · e4 чёрная пешка · g4 чёрная пешка · e3 белая пешка · g3 белая пешка · f2 белая пешка · g2 белая пешка | 8 |
| 7 | e6 чёрный король · c5 белый король · d5 чёрная пешка · f5 чёрная пешка · h5 чёрная пешка · d4 белая пешка · e4 чёрная пешка · g4 чёрная пешка · e3 белая пешка · g3 белая пешка · f2 белая пешка · g2 белая пешка | e6 чёрный король · c5 белый король · d5 чёрная пешка · f5 чёрная пешка · h5 чёрная пешка · d4 белая пешка · e4 чёрная пешка · g4 чёрная пешка · e3 белая пешка · g3 белая пешка · f2 белая пешка · g2 белая пешка | e6 чёрный король · c5 белый король · d5 чёрная пешка · f5 чёрная пешка · h5 чёрная пешка · d4 белая пешка · e4 чёрная пешка · g4 чёрная пешка · e3 белая пешка · g3 белая пешка · f2 белая пешка · g2 белая пешка | e6 чёрный король · c5 белый король · d5 чёрная пешка · f5 чёрная пешка · h5 чёрная пешка · d4 белая пешка · e4 чёрная пешка · g4 чёрная пешка · e3 белая пешка · g3 белая пешка · f2 белая пешка · g2 белая пешка | e6 чёрный король · c5 белый король · d5 чёрная пешка · f5 чёрная пешка · h5 чёрная пешка · d4 белая пешка · e4 чёрная пешка · g4 чёрная пешка · e3 белая пешка · g3 белая пешка · f2 белая пешка · g2 белая пешка | e6 чёрный король · c5 белый король · d5 чёрная пешка · f5 чёрная пешка · h5 чёрная пешка · d4 белая пешка · e4 чёрная пешка · g4 чёрная пешка · e3 белая пешка · g3 белая пешка · f2 белая пешка · g2 белая пешка | e6 чёрный король · c5 белый король · d5 чёрная пешка · f5 чёрная пешка · h5 чёрная пешка · d4 белая пешка · e4 чёрная пешка · g4 чёрная пешка · e3 белая пешка · g3 белая пешка · f2 белая пешка · g2 белая пешка | e6 чёрный король · c5 белый король · d5 чёрная пешка · f5 чёрная пешка · h5 чёрная пешка · d4 белая пешка · e4 чёрная пешка · g4 чёрная пешка · e3 белая пешка · g3 белая пешка · f2 белая пешка · g2 белая пешка | 7 |
| 6 | e6 чёрный король · c5 белый король · d5 чёрная пешка · f5 чёрная пешка · h5 чёрная пешка · d4 белая пешка · e4 чёрная пешка · g4 чёрная пешка · e3 белая пешка · g3 белая пешка · f2 белая пешка · g2 белая пешка | e6 чёрный король · c5 белый король · d5 чёрная пешка · f5 чёрная пешка · h5 чёрная пешка · d4 белая пешка · e4 чёрная пешка · g4 чёрная пешка · e3 белая пешка · g3 белая пешка · f2 белая пешка · g2 белая пешка | e6 чёрный король · c5 белый король · d5 чёрная пешка · f5 чёрная пешка · h5 чёрная пешка · d4 белая пешка · e4 чёрная пешка · g4 чёрная пешка · e3 белая пешка · g3 белая пешка · f2 белая пешка · g2 белая пешка | e6 чёрный король · c5 белый король · d5 чёрная пешка · f5 чёрная пешка · h5 чёрная пешка · d4 белая пешка · e4 чёрная пешка · g4 чёрная пешка · e3 белая пешка · g3 белая пешка · f2 белая пешка · g2 белая пешка | e6 чёрный король · c5 белый король · d5 чёрная пешка · f5 чёрная пешка · h5 чёрная пешка · d4 белая пешка · e4 чёрная пешка · g4 чёрная пешка · e3 белая пешка · g3 белая пешка · f2 белая пешка · g2 белая пешка | e6 чёрный король · c5 белый король · d5 чёрная пешка · f5 чёрная пешка · h5 чёрная пешка · d4 белая пешка · e4 чёрная пешка · g4 чёрная пешка · e3 белая пешка · g3 белая пешка · f2 белая пешка · g2 белая пешка | e6 чёрный король · c5 белый король · d5 чёрная пешка · f5 чёрная пешка · h5 чёрная пешка · d4 белая пешка · e4 чёрная пешка · g4 чёрная пешка · e3 белая пешка · g3 белая пешка · f2 белая пешка · g2 белая пешка | e6 чёрный король · c5 белый король · d5 чёрная пешка · f5 чёрная пешка · h5 чёрная пешка · d4 белая пешка · e4 чёрная пешка · g4 чёрная пешка · e3 белая пешка · g3 белая пешка · f2 белая пешка · g2 белая пешка | 6 |
| 5 | e6 чёрный король · c5 белый король · d5 чёрная пешка · f5 чёрная пешка · h5 чёрная пешка · d4 белая пешка · e4 чёрная пешка · g4 чёрная пешка · e3 белая пешка · g3 белая пешка · f2 белая пешка · g2 белая пешка | e6 чёрный король · c5 белый король · d5 чёрная пешка · f5 чёрная пешка · h5 чёрная пешка · d4 белая пешка · e4 чёрная пешка · g4 чёрная пешка · e3 белая пешка · g3 белая пешка · f2 белая пешка · g2 белая пешка | e6 чёрный король · c5 белый король · d5 чёрная пешка · f5 чёрная пешка · h5 чёрная пешка · d4 белая пешка · e4 чёрная пешка · g4 чёрная пешка · e3 белая пешка · g3 белая пешка · f2 белая пешка · g2 белая пешка | e6 чёрный король · c5 белый король · d5 чёрная пешка · f5 чёрная пешка · h5 чёрная пешка · d4 белая пешка · e4 чёрная пешка · g4 чёрная пешка · e3 белая пешка · g3 белая пешка · f2 белая пешка · g2 белая пешка | e6 чёрный король · c5 белый король · d5 чёрная пешка · f5 чёрная пешка · h5 чёрная пешка · d4 белая пешка · e4 чёрная пешка · g4 чёрная пешка · e3 белая пешка · g3 белая пешка · f2 белая пешка · g2 белая пешка | e6 чёрный король · c5 белый король · d5 чёрная пешка · f5 чёрная пешка · h5 чёрная пешка · d4 белая пешка · e4 чёрная пешка · g4 чёрная пешка · e3 белая пешка · g3 белая пешка · f2 белая пешка · g2 белая пешка | e6 чёрный король · c5 белый король · d5 чёрная пешка · f5 чёрная пешка · h5 чёрная пешка · d4 белая пешка · e4 чёрная пешка · g4 чёрная пешка · e3 белая пешка · g3 белая пешка · f2 белая пешка · g2 белая пешка | e6 чёрный король · c5 белый король · d5 чёрная пешка · f5 чёрная пешка · h5 чёрная пешка · d4 белая пешка · e4 чёрная пешка · g4 чёрная пешка · e3 белая пешка · g3 белая пешка · f2 белая пешка · g2 белая пешка | 5 |
| 4 | e6 чёрный король · c5 белый король · d5 чёрная пешка · f5 чёрная пешка · h5 чёрная пешка · d4 белая пешка · e4 чёрная пешка · g4 чёрная пешка · e3 белая пешка · g3 белая пешка · f2 белая пешка · g2 белая пешка | e6 чёрный король · c5 белый король · d5 чёрная пешка · f5 чёрная пешка · h5 чёрная пешка · d4 белая пешка · e4 чёрная пешка · g4 чёрная пешка · e3 белая пешка · g3 белая пешка · f2 белая пешка · g2 белая пешка | e6 чёрный король · c5 белый король · d5 чёрная пешка · f5 чёрная пешка · h5 чёрная пешка · d4 белая пешка · e4 чёрная пешка · g4 чёрная пешка · e3 белая пешка · g3 белая пешка · f2 белая пешка · g2 белая пешка | e6 чёрный король · c5 белый король · d5 чёрная пешка · f5 чёрная пешка · h5 чёрная пешка · d4 белая пешка · e4 чёрная пешка · g4 чёрная пешка · e3 белая пешка · g3 белая пешка · f2 белая пешка · g2 белая пешка | e6 чёрный король · c5 белый король · d5 чёрная пешка · f5 чёрная пешка · h5 чёрная пешка · d4 белая пешка · e4 чёрная пешка · g4 чёрная пешка · e3 белая пешка · g3 белая пешка · f2 белая пешка · g2 белая пешка | e6 чёрный король · c5 белый король · d5 чёрная пешка · f5 чёрная пешка · h5 чёрная пешка · d4 белая пешка · e4 чёрная пешка · g4 чёрная пешка · e3 белая пешка · g3 белая пешка · f2 белая пешка · g2 белая пешка | e6 чёрный король · c5 белый король · d5 чёрная пешка · f5 чёрная пешка · h5 чёрная пешка · d4 белая пешка · e4 чёрная пешка · g4 чёрная пешка · e3 белая пешка · g3 белая пешка · f2 белая пешка · g2 белая пешка | e6 чёрный король · c5 белый король · d5 чёрная пешка · f5 чёрная пешка · h5 чёрная пешка · d4 белая пешка · e4 чёрная пешка · g4 чёрная пешка · e3 белая пешка · g3 белая пешка · f2 белая пешка · g2 белая пешка | 4 |
| 3 | e6 чёрный король · c5 белый король · d5 чёрная пешка · f5 чёрная пешка · h5 чёрная пешка · d4 белая пешка · e4 чёрная пешка · g4 чёрная пешка · e3 белая пешка · g3 белая пешка · f2 белая пешка · g2 белая пешка | e6 чёрный король · c5 белый король · d5 чёрная пешка · f5 чёрная пешка · h5 чёрная пешка · d4 белая пешка · e4 чёрная пешка · g4 чёрная пешка · e3 белая пешка · g3 белая пешка · f2 белая пешка · g2 белая пешка | e6 чёрный король · c5 белый король · d5 чёрная пешка · f5 чёрная пешка · h5 чёрная пешка · d4 белая пешка · e4 чёрная пешка · g4 чёрная пешка · e3 белая пешка · g3 белая пешка · f2 белая пешка · g2 белая пешка | e6 чёрный король · c5 белый король · d5 чёрная пешка · f5 чёрная пешка · h5 чёрная пешка · d4 белая пешка · e4 чёрная пешка · g4 чёрная пешка · e3 белая пешка · g3 белая пешка · f2 белая пешка · g2 белая пешка | e6 чёрный король · c5 белый король · d5 чёрная пешка · f5 чёрная пешка · h5 чёрная пешка · d4 белая пешка · e4 чёрная пешка · g4 чёрная пешка · e3 белая пешка · g3 белая пешка · f2 белая пешка · g2 белая пешка | e6 чёрный король · c5 белый король · d5 чёрная пешка · f5 чёрная пешка · h5 чёрная пешка · d4 белая пешка · e4 чёрная пешка · g4 чёрная пешка · e3 белая пешка · g3 белая пешка · f2 белая пешка · g2 белая пешка | e6 чёрный король · c5 белый король · d5 чёрная пешка · f5 чёрная пешка · h5 чёрная пешка · d4 белая пешка · e4 чёрная пешка · g4 чёрная пешка · e3 белая пешка · g3 белая пешка · f2 белая пешка · g2 белая пешка | e6 чёрный король · c5 белый король · d5 чёрная пешка · f5 чёрная пешка · h5 чёрная пешка · d4 белая пешка · e4 чёрная пешка · g4 чёрная пешка · e3 белая пешка · g3 белая пешка · f2 белая пешка · g2 белая пешка | 3 |
| 2 | e6 чёрный король · c5 белый король · d5 чёрная пешка · f5 чёрная пешка · h5 чёрная пешка · d4 белая пешка · e4 чёрная пешка · g4 чёрная пешка · e3 белая пешка · g3 белая пешка · f2 белая пешка · g2 белая пешка | e6 чёрный король · c5 белый король · d5 чёрная пешка · f5 чёрная пешка · h5 чёрная пешка · d4 белая пешка · e4 чёрная пешка · g4 чёрная пешка · e3 белая пешка · g3 белая пешка · f2 белая пешка · g2 белая пешка | e6 чёрный король · c5 белый король · d5 чёрная пешка · f5 чёрная пешка · h5 чёрная пешка · d4 белая пешка · e4 чёрная пешка · g4 чёрная пешка · e3 белая пешка · g3 белая пешка · f2 белая пешка · g2 белая пешка | e6 чёрный король · c5 белый король · d5 чёрная пешка · f5 чёрная пешка · h5 чёрная пешка · d4 белая пешка · e4 чёрная пешка · g4 чёрная пешка · e3 белая пешка · g3 белая пешка · f2 белая пешка · g2 белая пешка | e6 чёрный король · c5 белый король · d5 чёрная пешка · f5 чёрная пешка · h5 чёрная пешка · d4 белая пешка · e4 чёрная пешка · g4 чёрная пешка · e3 белая пешка · g3 белая пешка · f2 белая пешка · g2 белая пешка | e6 чёрный король · c5 белый король · d5 чёрная пешка · f5 чёрная пешка · h5 чёрная пешка · d4 белая пешка · e4 чёрная пешка · g4 чёрная пешка · e3 белая пешка · g3 белая пешка · f2 белая пешка · g2 белая пешка | e6 чёрный король · c5 белый король · d5 чёрная пешка · f5 чёрная пешка · h5 чёрная пешка · d4 белая пешка · e4 чёрная пешка · g4 чёрная пешка · e3 белая пешка · g3 белая пешка · f2 белая пешка · g2 белая пешка | e6 чёрный король · c5 белый король · d5 чёрная пешка · f5 чёрная пешка · h5 чёрная пешка · d4 белая пешка · e4 чёрная пешка · g4 чёрная пешка · e3 белая пешка · g3 белая пешка · f2 белая пешка · g2 белая пешка | 2 |
| 1 | e6 чёрный король · c5 белый король · d5 чёрная пешка · f5 чёрная пешка · h5 чёрная пешка · d4 белая пешка · e4 чёрная пешка · g4 чёрная пешка · e3 белая пешка · g3 белая пешка · f2 белая пешка · g2 белая пешка | e6 чёрный король · c5 белый король · d5 чёрная пешка · f5 чёрная пешка · h5 чёрная пешка · d4 белая пешка · e4 чёрная пешка · g4 чёрная пешка · e3 белая пешка · g3 белая пешка · f2 белая пешка · g2 белая пешка | e6 чёрный король · c5 белый король · d5 чёрная пешка · f5 чёрная пешка · h5 чёрная пешка · d4 белая пешка · e4 чёрная пешка · g4 чёрная пешка · e3 белая пешка · g3 белая пешка · f2 белая пешка · g2 белая пешка | e6 чёрный король · c5 белый король · d5 чёрная пешка · f5 чёрная пешка · h5 чёрная пешка · d4 белая пешка · e4 чёрная пешка · g4 чёрная пешка · e3 белая пешка · g3 белая пешка · f2 белая пешка · g2 белая пешка | e6 чёрный король · c5 белый король · d5 чёрная пешка · f5 чёрная пешка · h5 чёрная пешка · d4 белая пешка · e4 чёрная пешка · g4 чёрная пешка · e3 белая пешка · g3 белая пешка · f2 белая пешка · g2 белая пешка | e6 чёрный король · c5 белый король · d5 чёрная пешка · f5 чёрная пешка · h5 чёрная пешка · d4 белая пешка · e4 чёрная пешка · g4 чёрная пешка · e3 белая пешка · g3 белая пешка · f2 белая пешка · g2 белая пешка | e6 чёрный король · c5 белый король · d5 чёрная пешка · f5 чёрная пешка · h5 чёрная пешка · d4 белая пешка · e4 чёрная пешка · g4 чёрная пешка · e3 белая пешка · g3 белая пешка · f2 белая пешка · g2 белая пешка | e6 чёрный король · c5 белый король · d5 чёрная пешка · f5 чёрная пешка · h5 чёрная пешка · d4 белая пешка · e4 чёрная пешка · g4 чёрная пешка · e3 белая пешка · g3 белая пешка · f2 белая пешка · g2 белая пешка | 1 |
|   | a | b | c | d | e | f | g | h |   |

Как правило, без дополнительной поддержки такие прорывы осуществляются в пешечных эндшпилях, когда короли не оказывают влияния на развитие событий на доске — например, удалены или скованы другими функциями.
Партия Калиничев — Гутоп закончилась победой чёрных после пешечного прорыва:
1. Крd4 e3 
2. fe f3!
и после падения пешек a3 и b4 черные пешки образуют блуждающий квадрат со стороной шесть, что приводит к проигрышу белых.
Партия Свацина — Мюллер показывает, что для пешечного прорыва достаточно и одной пешечной слабости — сдвоенных пешек по вертикали g. Короли удалены и не оказывают влияния на разворачивающиеся события:
1…f4! 
2. ef
(2. gf h4 с последующим h3 -+;
2. Крb4 h4! 3. gh g3 4. fg f3 -+)
2…h4!
 3. gh g3 
4. fg e3 с победой черных.

### В шахматной композиции
|   | a | b | c | d | e | f | g | h |   |
| - | --- | --- | --- | --- | --- | --- | --- | --- | - |
| 8 | a7 чёрная пешка · b7 чёрная пешка · c7 чёрная пешка · a5 белая пешка · b5 белая пешка · c5 белая пешка · g4 чёрный король · g2 белый король | a7 чёрная пешка · b7 чёрная пешка · c7 чёрная пешка · a5 белая пешка · b5 белая пешка · c5 белая пешка · g4 чёрный король · g2 белый король | a7 чёрная пешка · b7 чёрная пешка · c7 чёрная пешка · a5 белая пешка · b5 белая пешка · c5 белая пешка · g4 чёрный король · g2 белый король | a7 чёрная пешка · b7 чёрная пешка · c7 чёрная пешка · a5 белая пешка · b5 белая пешка · c5 белая пешка · g4 чёрный король · g2 белый король | a7 чёрная пешка · b7 чёрная пешка · c7 чёрная пешка · a5 белая пешка · b5 белая пешка · c5 белая пешка · g4 чёрный король · g2 белый король | a7 чёрная пешка · b7 чёрная пешка · c7 чёрная пешка · a5 белая пешка · b5 белая пешка · c5 белая пешка · g4 чёрный король · g2 белый король | a7 чёрная пешка · b7 чёрная пешка · c7 чёрная пешка · a5 белая пешка · b5 белая пешка · c5 белая пешка · g4 чёрный король · g2 белый король | a7 чёрная пешка · b7 чёрная пешка · c7 чёрная пешка · a5 белая пешка · b5 белая пешка · c5 белая пешка · g4 чёрный король · g2 белый король | 8 |
| 7 | a7 чёрная пешка · b7 чёрная пешка · c7 чёрная пешка · a5 белая пешка · b5 белая пешка · c5 белая пешка · g4 чёрный король · g2 белый король | a7 чёрная пешка · b7 чёрная пешка · c7 чёрная пешка · a5 белая пешка · b5 белая пешка · c5 белая пешка · g4 чёрный король · g2 белый король | a7 чёрная пешка · b7 чёрная пешка · c7 чёрная пешка · a5 белая пешка · b5 белая пешка · c5 белая пешка · g4 чёрный король · g2 белый король | a7 чёрная пешка · b7 чёрная пешка · c7 чёрная пешка · a5 белая пешка · b5 белая пешка · c5 белая пешка · g4 чёрный король · g2 белый король | a7 чёрная пешка · b7 чёрная пешка · c7 чёрная пешка · a5 белая пешка · b5 белая пешка · c5 белая пешка · g4 чёрный король · g2 белый король | a7 чёрная пешка · b7 чёрная пешка · c7 чёрная пешка · a5 белая пешка · b5 белая пешка · c5 белая пешка · g4 чёрный король · g2 белый король | a7 чёрная пешка · b7 чёрная пешка · c7 чёрная пешка · a5 белая пешка · b5 белая пешка · c5 белая пешка · g4 чёрный король · g2 белый король | a7 чёрная пешка · b7 чёрная пешка · c7 чёрная пешка · a5 белая пешка · b5 белая пешка · c5 белая пешка · g4 чёрный король · g2 белый король | 7 |
| 6 | a7 чёрная пешка · b7 чёрная пешка · c7 чёрная пешка · a5 белая пешка · b5 белая пешка · c5 белая пешка · g4 чёрный король · g2 белый король | a7 чёрная пешка · b7 чёрная пешка · c7 чёрная пешка · a5 белая пешка · b5 белая пешка · c5 белая пешка · g4 чёрный король · g2 белый король | a7 чёрная пешка · b7 чёрная пешка · c7 чёрная пешка · a5 белая пешка · b5 белая пешка · c5 белая пешка · g4 чёрный король · g2 белый король | a7 чёрная пешка · b7 чёрная пешка · c7 чёрная пешка · a5 белая пешка · b5 белая пешка · c5 белая пешка · g4 чёрный король · g2 белый король | a7 чёрная пешка · b7 чёрная пешка · c7 чёрная пешка · a5 белая пешка · b5 белая пешка · c5 белая пешка · g4 чёрный король · g2 белый король | a7 чёрная пешка · b7 чёрная пешка · c7 чёрная пешка · a5 белая пешка · b5 белая пешка · c5 белая пешка · g4 чёрный король · g2 белый король | a7 чёрная пешка · b7 чёрная пешка · c7 чёрная пешка · a5 белая пешка · b5 белая пешка · c5 белая пешка · g4 чёрный король · g2 белый король | a7 чёрная пешка · b7 чёрная пешка · c7 чёрная пешка · a5 белая пешка · b5 белая пешка · c5 белая пешка · g4 чёрный король · g2 белый король | 6 |
| 5 | a7 чёрная пешка · b7 чёрная пешка · c7 чёрная пешка · a5 белая пешка · b5 белая пешка · c5 белая пешка · g4 чёрный король · g2 белый король | a7 чёрная пешка · b7 чёрная пешка · c7 чёрная пешка · a5 белая пешка · b5 белая пешка · c5 белая пешка · g4 чёрный король · g2 белый король | a7 чёрная пешка · b7 чёрная пешка · c7 чёрная пешка · a5 белая пешка · b5 белая пешка · c5 белая пешка · g4 чёрный король · g2 белый король | a7 чёрная пешка · b7 чёрная пешка · c7 чёрная пешка · a5 белая пешка · b5 белая пешка · c5 белая пешка · g4 чёрный король · g2 белый король | a7 чёрная пешка · b7 чёрная пешка · c7 чёрная пешка · a5 белая пешка · b5 белая пешка · c5 белая пешка · g4 чёрный король · g2 белый король | a7 чёрная пешка · b7 чёрная пешка · c7 чёрная пешка · a5 белая пешка · b5 белая пешка · c5 белая пешка · g4 чёрный король · g2 белый король | a7 чёрная пешка · b7 чёрная пешка · c7 чёрная пешка · a5 белая пешка · b5 белая пешка · c5 белая пешка · g4 чёрный король · g2 белый король | a7 чёрная пешка · b7 чёрная пешка · c7 чёрная пешка · a5 белая пешка · b5 белая пешка · c5 белая пешка · g4 чёрный король · g2 белый король | 5 |
| 4 | a7 чёрная пешка · b7 чёрная пешка · c7 чёрная пешка · a5 белая пешка · b5 белая пешка · c5 белая пешка · g4 чёрный король · g2 белый король | a7 чёрная пешка · b7 чёрная пешка · c7 чёрная пешка · a5 белая пешка · b5 белая пешка · c5 белая пешка · g4 чёрный король · g2 белый король | a7 чёрная пешка · b7 чёрная пешка · c7 чёрная пешка · a5 белая пешка · b5 белая пешка · c5 белая пешка · g4 чёрный король · g2 белый король | a7 чёрная пешка · b7 чёрная пешка · c7 чёрная пешка · a5 белая пешка · b5 белая пешка · c5 белая пешка · g4 чёрный король · g2 белый король | a7 чёрная пешка · b7 чёрная пешка · c7 чёрная пешка · a5 белая пешка · b5 белая пешка · c5 белая пешка · g4 чёрный король · g2 белый король | a7 чёрная пешка · b7 чёрная пешка · c7 чёрная пешка · a5 белая пешка · b5 белая пешка · c5 белая пешка · g4 чёрный король · g2 белый король | a7 чёрная пешка · b7 чёрная пешка · c7 чёрная пешка · a5 белая пешка · b5 белая пешка · c5 белая пешка · g4 чёрный король · g2 белый король | a7 чёрная пешка · b7 чёрная пешка · c7 чёрная пешка · a5 белая пешка · b5 белая пешка · c5 белая пешка · g4 чёрный король · g2 белый король | 4 |
| 3 | a7 чёрная пешка · b7 чёрная пешка · c7 чёрная пешка · a5 белая пешка · b5 белая пешка · c5 белая пешка · g4 чёрный король · g2 белый король | a7 чёрная пешка · b7 чёрная пешка · c7 чёрная пешка · a5 белая пешка · b5 белая пешка · c5 белая пешка · g4 чёрный король · g2 белый король | a7 чёрная пешка · b7 чёрная пешка · c7 чёрная пешка · a5 белая пешка · b5 белая пешка · c5 белая пешка · g4 чёрный король · g2 белый король | a7 чёрная пешка · b7 чёрная пешка · c7 чёрная пешка · a5 белая пешка · b5 белая пешка · c5 белая пешка · g4 чёрный король · g2 белый король | a7 чёрная пешка · b7 чёрная пешка · c7 чёрная пешка · a5 белая пешка · b5 белая пешка · c5 белая пешка · g4 чёрный король · g2 белый король | a7 чёрная пешка · b7 чёрная пешка · c7 чёрная пешка · a5 белая пешка · b5 белая пешка · c5 белая пешка · g4 чёрный король · g2 белый король | a7 чёрная пешка · b7 чёрная пешка · c7 чёрная пешка · a5 белая пешка · b5 белая пешка · c5 белая пешка · g4 чёрный король · g2 белый король | a7 чёрная пешка · b7 чёрная пешка · c7 чёрная пешка · a5 белая пешка · b5 белая пешка · c5 белая пешка · g4 чёрный король · g2 белый король | 3 |
| 2 | a7 чёрная пешка · b7 чёрная пешка · c7 чёрная пешка · a5 белая пешка · b5 белая пешка · c5 белая пешка · g4 чёрный король · g2 белый король | a7 чёрная пешка · b7 чёрная пешка · c7 чёрная пешка · a5 белая пешка · b5 белая пешка · c5 белая пешка · g4 чёрный король · g2 белый король | a7 чёрная пешка · b7 чёрная пешка · c7 чёрная пешка · a5 белая пешка · b5 белая пешка · c5 белая пешка · g4 чёрный король · g2 белый король | a7 чёрная пешка · b7 чёрная пешка · c7 чёрная пешка · a5 белая пешка · b5 белая пешка · c5 белая пешка · g4 чёрный король · g2 белый король | a7 чёрная пешка · b7 чёрная пешка · c7 чёрная пешка · a5 белая пешка · b5 белая пешка · c5 белая пешка · g4 чёрный король · g2 белый король | a7 чёрная пешка · b7 чёрная пешка · c7 чёрная пешка · a5 белая пешка · b5 белая пешка · c5 белая пешка · g4 чёрный король · g2 белый король | a7 чёрная пешка · b7 чёрная пешка · c7 чёрная пешка · a5 белая пешка · b5 белая пешка · c5 белая пешка · g4 чёрный король · g2 белый король | a7 чёрная пешка · b7 чёрная пешка · c7 чёрная пешка · a5 белая пешка · b5 белая пешка · c5 белая пешка · g4 чёрный король · g2 белый король | 2 |
| 1 | a7 чёрная пешка · b7 чёрная пешка · c7 чёрная пешка · a5 белая пешка · b5 белая пешка · c5 белая пешка · g4 чёрный король · g2 белый король | a7 чёрная пешка · b7 чёрная пешка · c7 чёрная пешка · a5 белая пешка · b5 белая пешка · c5 белая пешка · g4 чёрный король · g2 белый король | a7 чёрная пешка · b7 чёрная пешка · c7 чёрная пешка · a5 белая пешка · b5 белая пешка · c5 белая пешка · g4 чёрный король · g2 белый король | a7 чёрная пешка · b7 чёрная пешка · c7 чёрная пешка · a5 белая пешка · b5 белая пешка · c5 белая пешка · g4 чёрный король · g2 белый король | a7 чёрная пешка · b7 чёрная пешка · c7 чёрная пешка · a5 белая пешка · b5 белая пешка · c5 белая пешка · g4 чёрный король · g2 белый король | a7 чёрная пешка · b7 чёрная пешка · c7 чёрная пешка · a5 белая пешка · b5 белая пешка · c5 белая пешка · g4 чёрный король · g2 белый король | a7 чёрная пешка · b7 чёрная пешка · c7 чёрная пешка · a5 белая пешка · b5 белая пешка · c5 белая пешка · g4 чёрный король · g2 белый король | a7 чёрная пешка · b7 чёрная пешка · c7 чёрная пешка · a5 белая пешка · b5 белая пешка · c5 белая пешка · g4 чёрный король · g2 белый король | 1 |
|   | a | b | c | d | e | f | g | h |   |

Классическим примером на тему пешечного прорыва является позиция К. Коцио (1766 год). Пользуясь удалённостью чёрного короля от пешек, белые проводят прорыв, освобождая вертикаль для своей пешки:
1. b6! ab
 2. c6! bc
 3. a6
или
1… cb
 2. a6! ba
 3. c6.
При своём ходе черные могли надежно предотвратить прорыв ходом 1… b6.